# Хаузер, Каспар
Ка́спар Ха́узер (также Каспар Гаузер, нем. Kaspar Hauser / Casparus Hauser), прозванный «Дитя Европы» (предположительно 30 апреля 1812 — 17 декабря 1833) — известный своей таинственной судьбой найдёныш, одна из загадок XIX века.
Юноша, практически не умевший ходить и говорить, был найден в Нюрнберге, в Троицын день 1828 года, и убит неизвестным пять лет спустя. Несмотря на все усилия и огромную награду, назначенную баварским королём, ни подлинное имя, ни происхождение Каспара, ни причину его убийства, ни личность убийцы официально установить так и не удалось. По рассказам самого Каспара, замок Бойгген, неподалёку от Базеля, и звучание венгерского и немецкого языков вызывали у него смутные воспоминания детства, при том что в возрасте 3 или 4 лет юный Каспар был заключён неизвестным в подземную камеру, где в полном одиночестве жил до шестнадцати лет, пока не был найден и доставлен в Нюрнберг. Народная молва и ряд исследователей упорно считают Каспара наследным принцем баденского престола, похищенным из колыбели (официально «умершим»), чей трон занял узурпатор. Окончательного ответа, кем был на самом деле Каспар Хаузер, нет до нынешнего времени.

## Биография

### Начало

#### Появление

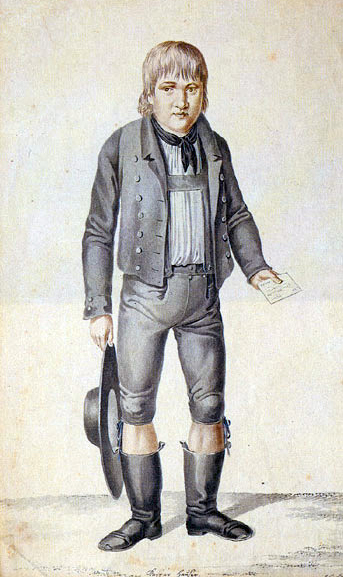
Иоганн Георг Ламинит. «Каспар Хаузер»

26 мая 1828 года на рыночной площади Нюрнберга был замечен необычный подросток лет 16—17. Его встретил некий сапожник Вайхман, о котором известно только, что он жил по соседству с площадью Уншлитт. Выйдя из дома между четырьмя и пятью часами пополудни, он направлялся к Новой Воротной улице (нем. Neue Torstraße), где встретил своего приятеля Бекка. Приятели решили отправиться за город, попить пива и потанцевать, когда заметили неподалёку странного юношу, который качался, словно пьяный, он знаками показывал им остановиться. Заинтересовавшись его поведением, горожане подошли поближе, после чего незнакомец спросил их, как пройти к предместью Нойе Торштрассе.

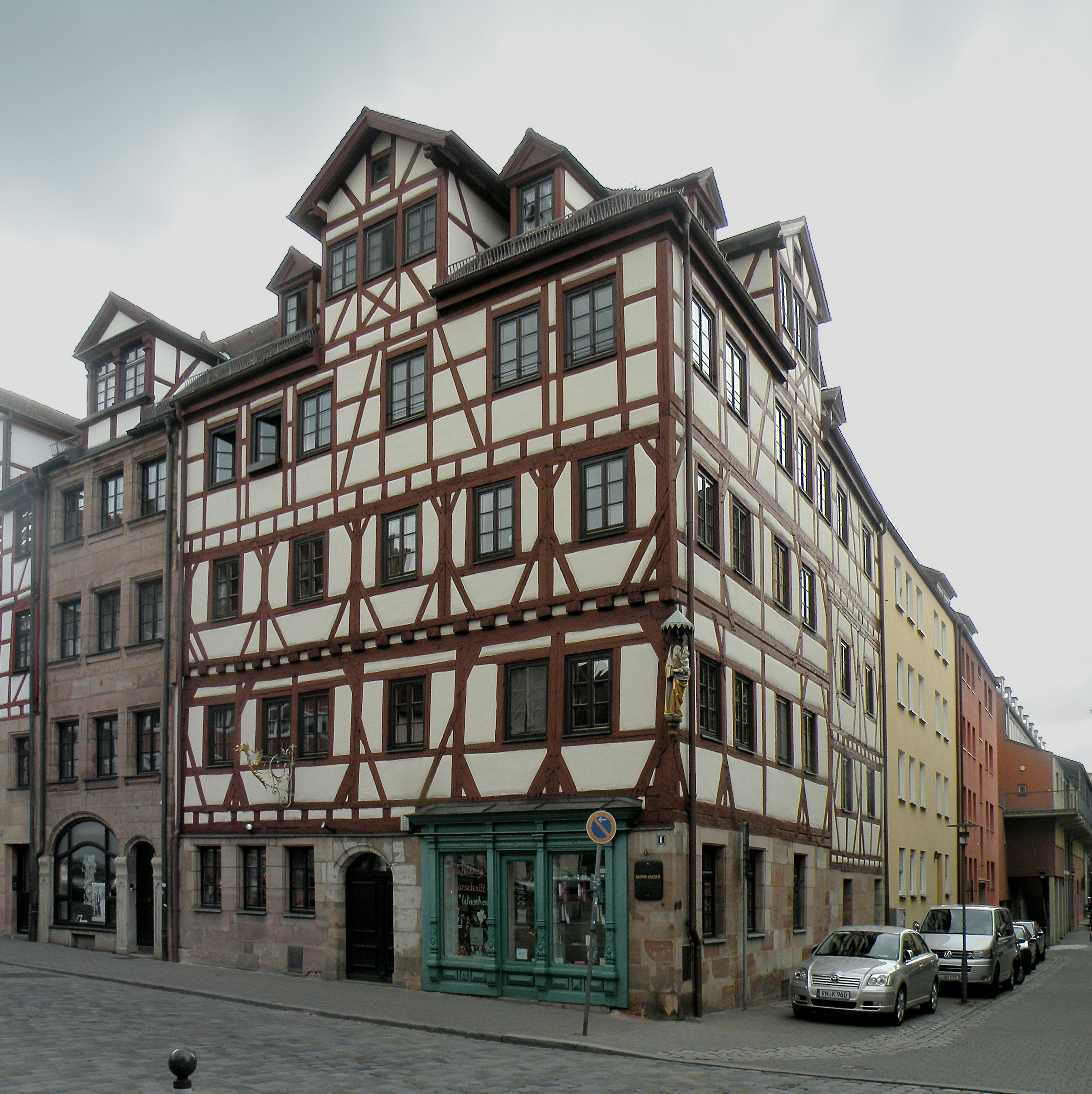
«Дом Каспара Хаузера»

Вайхман предложил показать дорогу, но, пройдя несколько шагов, юноша молча протянул сапожнику конверт, адресованный «Господину командующему 4-м эскадроном 6-го полка лёгкой кавалерии. Нюрнберг». Сапожник попытался узнать у юноши, кто он и чего желает, но не смог добиться вразумительного ответа. Он довёл юношу до ближайшего поста городской стражи и сдал с рук на руки солдатам. Оттуда неизвестный подросток был направлен к дому командующего герра Фридриха фон Вессенига (нем. von Wessenig), проживавшего в предместье.

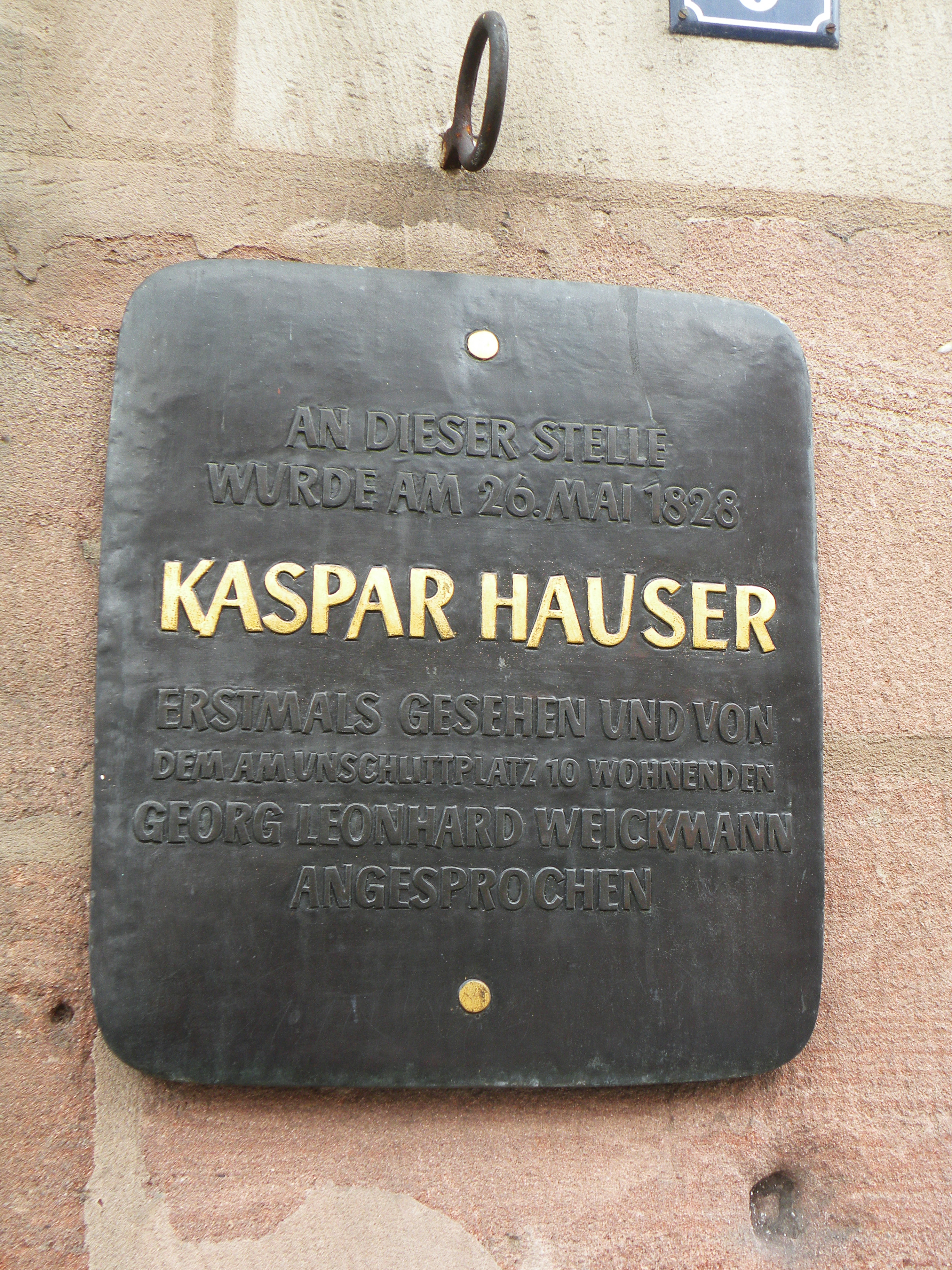
Стандартная для достопримечательностей Нюрнберга мемориальная табличка. В данном случае: «Здесь: впервые объявился Каспар Хаузер…»

По мнению первого биографа Каспара Хаузера (как позднее стали называть найдёныша), полицай-президента Пауля Иоганна Ансельма фон Фейербаха, полиция города сразу допустила ряд грубых промахов, которые в дальнейшем не позволили по горячим следам раскрыть возможное преступление, по законам страны представлявшееся несомненным. Полицейские просто не придали значения произошедшему; документы по факту обнаружения неизвестного изобиловали лакунами и противоречиями. Имя сапожника, доставившего подростка, осталось неизвестным. Его показания, записанные неизвестно кем и с чьих слов, явно противоречили фактам. Например, он якобы уверял, что юноша в ответ на его вопрос «Откуда ты взялся?» — ответил «Из Регенсбурга» и далее, подойдя к Новым Воротам, заметил, что они закончены недавно и потому так называются.
Однако по свидетельству фон Фейербаха, впервые увидевшего Каспара Хаузера два месяца спустя, тот объяснялся в основном жестами и обрывками слов, а в день своего обнаружения и вовсе не мог ничего сказать, кроме «Не знаю» и «Хочу быть кавалеристом, как мой отец», причём повторял эти фразы чисто механически, явно не понимая их смысла. По предположению фон Фейербаха, сапожник посчитал юношу слабоумным и, по сути, дофантазировал остальное. Столь же неясно, как Каспар Хаузер, с трудом державшийся на ногах, вообще мог пройти нужное расстояние.
Так или иначе, найдёныш был доставлен к дому капитана фон Вессенига (согласно другому источнику, Каспар Хаузер прибыл самостоятельно, а фон Вессениг имел звание полковника), куда вошёл, не сняв шляпы, и на вопрос слуги, что ему нужно, ответил, что его направили в этот дом и что он останется здесь, заключив при этом: «Хочу быть кавалеристом, как мой отец». Позднее слуга рассказывал, что юноша показался ему до крайности измученным. Найдёныш плакал, с трудом держался на ногах и явно страдал от голода и жажды. Слуга (по приказу хозяйки, которой за отсутствием мужа было передано письмо) предложил ему мяса и пива, однако молодой человек выплюнул и то, и другое, гримасой выразив своё отвращение. Зато он жадно съел кусок чёрного хлеба, запив его стаканом воды. Попытки расспросить его ничего не дали, неизвестный заученно повторял «Хочу быть кавалеристом, как мой отец», явно не понимая, о чём ему говорят, в результате чего слуга сделал вывод, что перед ним какой-то дикарь. Так как фон Вессенига не было дома, слуга проводил незнакомца в конюшню и предложил отдохнуть на охапке соломы, где тот и уснул.
Фон Вессениг пришёл домой через несколько часов, и возбуждённые дети тут же сообщили ему о «дикаре». Капитан отправился в конюшню и попытался разбудить неизвестного, но тот не реагировал на крики, толчки, шлепки по лицу и даже попытку поставить его на ноги. В конце концов, после долгих усилий его удалось привести в чувство (по другим сведениям, Вессениг пошёл будить Хаузера в сопровождении трёх офицеров, и Каспар проснулся мгновенно). При виде яркой кавалерийской формы неизвестный выказал совершенно детский восторг. С наивным восхищением молодой человек дотронулся до рукоятки сабли Вессенига и тихо произнёс: «Вот таким я хотел бы быть». На это последовал ответ офицера, что для кавалериста тот слишком мал ростом и что ему следует попытать свои силы в пехоте. «Нет, нет, не в пехоту… Я хочу быть вот этим…», — воскликнул молодой человек. Добиться от незнакомца сведений об его личности, по-прежнему, не удавалось, за исключением одной фразы — «Хочу быть кавалеристом, как мой отец». На вопрос Вессенига, как его зовут, юноша сказал: «Мой опекун говорил мне всегда отвечать: „Не знаю, ваша милость!“». Обнажив, наконец-то, свою голову, он добавил: «Мой опекун советовал мне всегда снимать шляпу и говорить „Ваша милость“». Позднее, давая показания перед судом, фон Вессениг признался, что инфантильность неизвестного никак не сочеталась с его предполагаемым возрастом (юноша выглядел лет на 17, с пушком над верхней губой), и бравый военный был попросту сбит с толку. В конце концов, решено было доставить странного визитёра в полицейский участок.
Около 8 часов вечера еле передвигавшего ноги юношу с огромным трудом привели в полицейский комиссариат. В это время там находилось несколько младших офицеров и нижних полицейских чинов. Попытки допросить неизвестного по привычному сценарию — имя, возраст, место проживания — ничего не дали. От него можно было добиться только трёх фраз: «Мой дом» (по другим сведениям «Домой» или «Отведите домой»), «Не знаю» и «Хочу быть кавалеристом, как мой отец», к чему добавлялись слёзы и нечленораздельные звуки. Юноша, по всей видимости, не отдавал себе отчёта, где находится, не выражал никаких чувств, его взгляд, рассеянный, как у слабоумного, равнодушно скользил вокруг. Предпринимались попытки воздействовать на юношу окриками, но никакие строгости не возымели своего эффекта. Полицейские были совершенно сбиты с толку — случай явно выходил за пределы привычного. О преступлении явно речи не было, неизвестный вызывал у них только жалость. Попытка накормить его мясом и пивом кончилась точно так же, как и в прошлый раз, и вновь он согласился съесть кусок чёрного хлеба и выпить воды.
Один из полицейских вынул из кармана монету. Блестящий предмет немедленно вызвал оживление и совершенно детскую реакцию. Найдёныш с восторгом стал вертеть монету в руках, после чего стал твердить «лошадка, лошадка» (Ross, Ross), жестами показывая, что монетка подошла бы для украшения лошадиной сбруи. По требованию полиции Каспар сумел кое-как прочесть Pater noster.
Наконец, кто-то догадался принести ему бумагу и чернила и, практически не надеясь на успех, жестами предложил написать что-нибудь. Однако неизвестный уверенно взял перо и вывел на бумаге «Каспар Хаузер». Под этим именем он и вошёл в историю. Попытки заставить его написать название места, откуда он пришёл, кончались только тем, что юноша повторял: «Мой дом. Хочу быть кавалеристом… Почему нет». Добиться от него чего-либо другого было совершенно невозможно.
Так как было уже поздно, попытки установить личность неизвестного решили отложить на завтра. Одному из полицейских поручили отвести Каспара на ночь в Фестнерову башню, — местную тюрьму, где содержались бродяги. Расстояние было очень небольшим, но Каспар прошёл его с громадным трудом, плача и явно недомогая. Другой источник, наоборот, свидетельствует, что задержанный довольно легко для его самочувствия преодолел 90 ступенек башни, а оказавшись, наконец, в камере, сказал, что у него уже была такая комната. В тюрьме Каспар оказался вместе с ещё одним задержанным, изнемогший юноша упал на солому и заснул мёртвым сном.

#### Результаты первого осмотра. Одежда. Письма

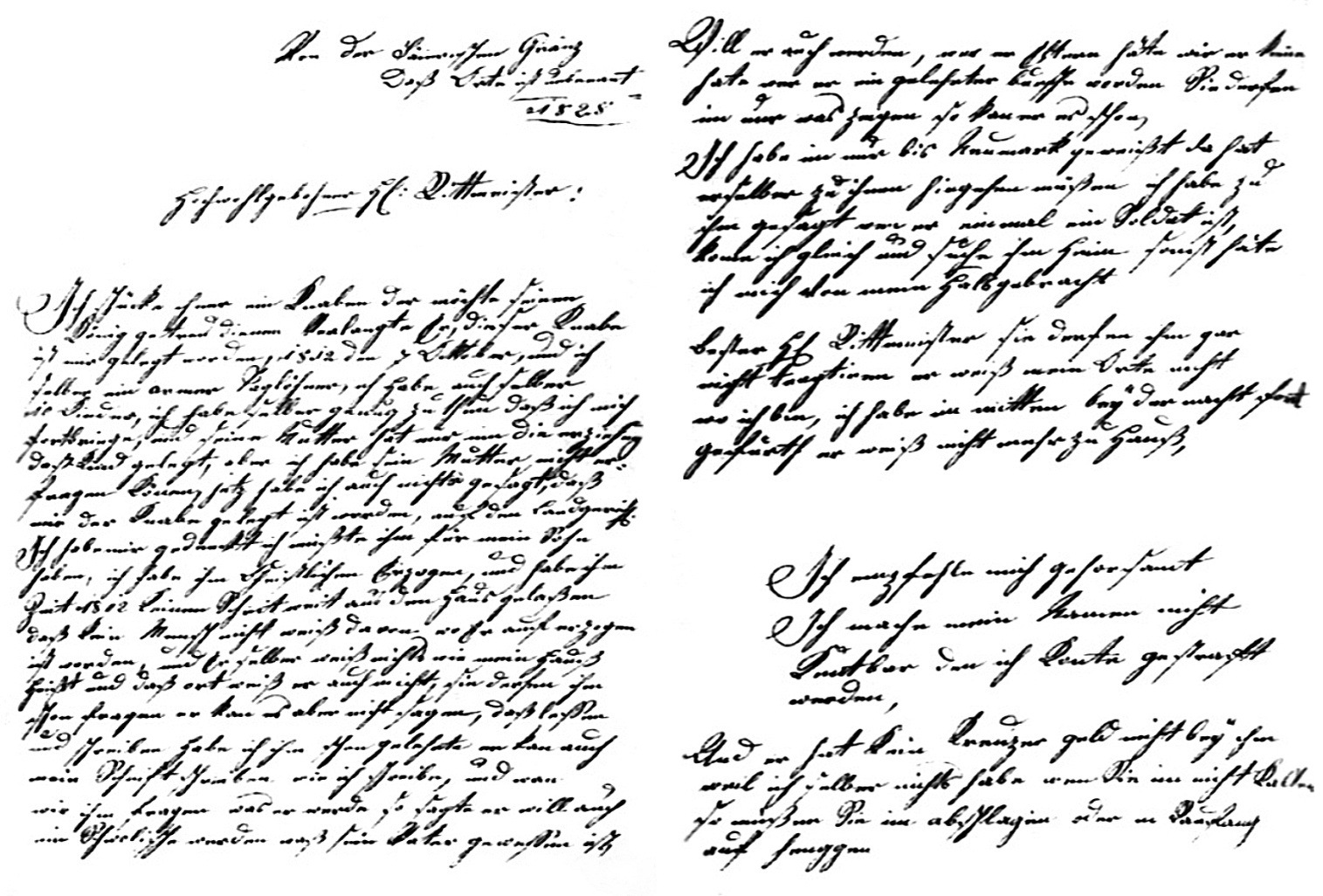
«Его высокоблагородию, капитану кавалерии». Факсимиле первого письма, найденного при Каспаре

Согласно полицейской описи, в момент появления в участке на Каспаре была надета войлочная шляпа, сшитая по городской моде, с жёлтой шёлковой лентой и тонкой полоской красной кожи, внутри с трудом различалось полустёршееся изображение Мюнхена. Вокруг шеи был обёрнут чёрный шёлковый шарф. Кроме того, на нём была рубашка из грубой ткани и пёстрый жилет, застиранный и не новый, а также серая полотняная куртка крестьянского покроя. Более внимательный осмотр показал, что куртка эта раньше была фраком, но подверглась неумелой переделке. Фалды были отрезаны, края среза залатаны, сохранился только отложной воротник. Серые брюки из более тонкой и мягкой материи, с полотняной заплатой между ног, как у брюк для верховой езды, принадлежали, скорее всего, конюшему или егерю. На ногах у неизвестного были тяжёлые ботфорты, подбитые гвоздями, на высоких каблуках, с прикреплёнными внизу лошадиными подковами. Сапоги явно были ему малы, их носки были отрезаны, и пальцы ног торчали наружу.
В карманах у Каспара был обнаружен белый носовой платок в красную клетку с красными же вышитыми инициалами К. Х., несколько ярких тряпок красного и голубого цветов, пара карманных молитвенников, на одном из которых было украшение в виде короны, посыпанной золотым песком, ключ, роговые чётки и несколько записок с католическими молитвами (подобные, по выражению фон Фейербаха, в Южной Германии весьма распространены среди богомольцев). На некоторых из них были отмечены адреса типографий в Зальцбурге, Праге и Бургхаузене. Содержание записок говорило само за себя: «Духовный щит», «Пылкая молитва, каковую следует повторять постоянно во время Божественных служб», «Молитва ангелу-хранителю» и даже записка, озаглавленная «Искусство как вернуть потерянное время и впустую потраченные годы», что в данной ситуации казалось мрачной насмешкой.
В дальнейшем одежда Каспара была уничтожена под предлогом «ветхости», что вызвало гнев и досаду фон Фейербаха, пытавшегося по скудным следам восстановить происхождение найдёныша. Согласно иным сведениям, одежда юноши не была старой. Он был в неё переодет предполагаемым «опекуном» непосредственно перед первым появлением Каспара «на свет» после его длительного пребывания в темнице. Судьба остальных предметов неизвестна, до настоящего времени они не сохранились.

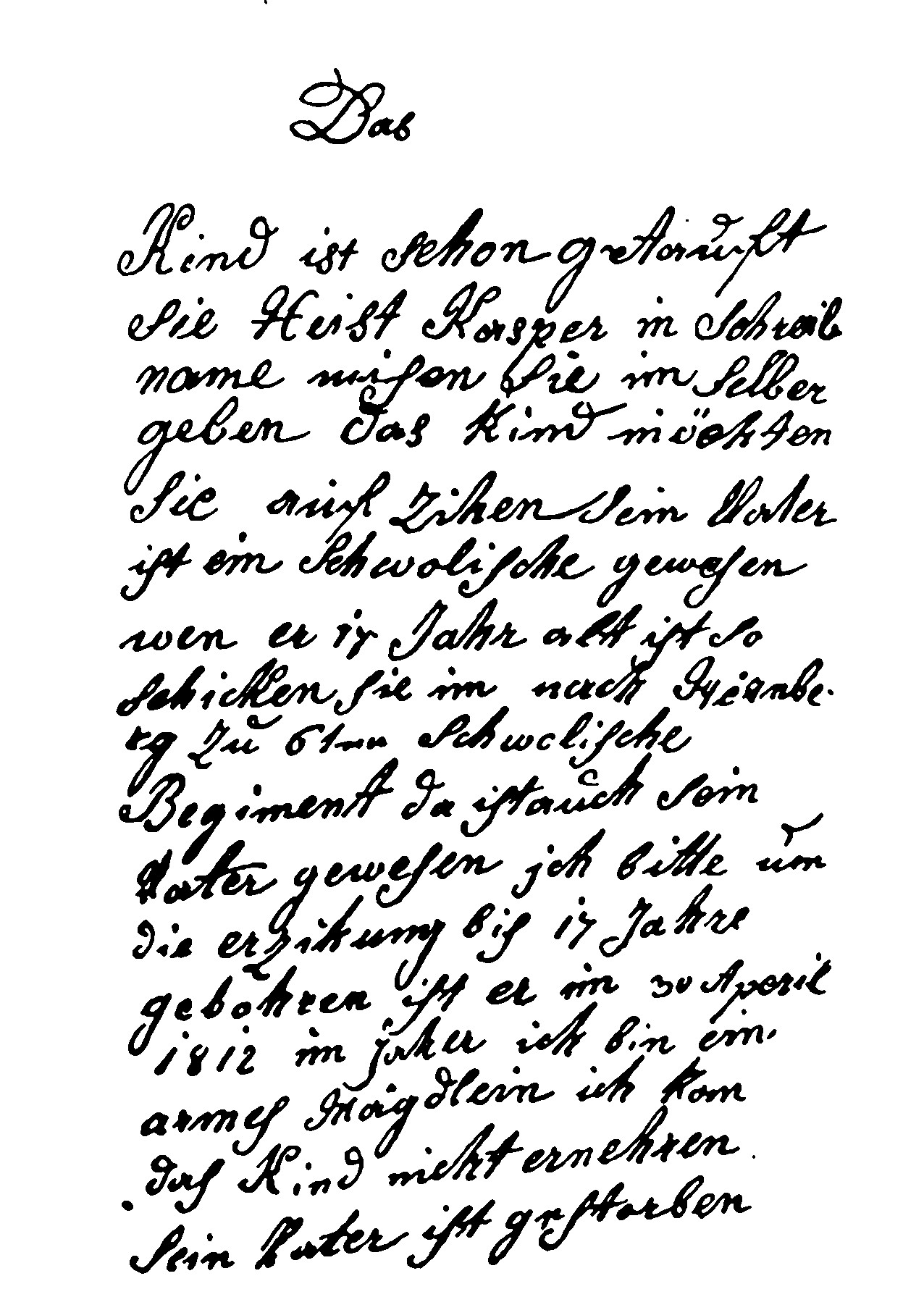
Записка, якобы исходившая от матери Каспара. Факсимиле

Кроме того, при Каспаре был конверт, содержащий два письма. В углу конверта были видны три полустёртые буквы, которые можно было прочесть как G. I. R. либо как C. T. R. Письма были написаны с настоящими или искусственными орфографическими ошибками в простонародной, возможно, несколько нарочитой манере. Первое из них гласило:

Баварская граница
место не названо 
1828 г.
Его Высокоблагородию капитану кавалерии!
Я Вам посылаю мальчика, который уверяет, что хочет служить своему Королю верой и правдой. 7 октября 1812 года мне его передали, а я сам бедный подёнщик и своих детей десять душ, а мне и на себя не хватает, ещё и работы много. Его мать мне его отдала, чтобы я его воспитал, а где она есть, я не знаю и властям тут не стал сообщать, что мальчик у меня. Я сам себе подумал, что надо его вырастить как сына. Он у меня воспитан в христианской вере а с 1812 года я ему не позволял из дому сделать не шагу, так что никто не знает, где его держали, а сам он тоже не знает, ни что у меня за дом, ни где он есть, так что спрашивайте его, сколько хотите: он вам всё равно ничего не скажет. Читать и писать я его научил, и он теперь пишет прямо как я, не отличишь, а когда его спросишь, чего он для себя хочет, отвечает, что хочет быть кавалеристом как его отец, а ещё будь у него родители, а их нету, стал бы учёным. Ему только раз покажи, он всё сразу на лету и схватит.
Я с ним только добрался до ноймарской дороги, а оттуда он дальше топал сам, я ему сказал, что когда он станет солдатом, я сразу явлюсь и отведу его домой, а если нет, я бы из-за него попал в историю.
Превосходный Капитан, не мучьте вы его вопросами, он всё равно не знает, где я есть, я его увёз посреди ночи, и ему теперь дорогу домой ни за что не найти. Ваш покорный слуга, имя я вам своё не скажу, потому что не хочу, чтобы меня за это взгрели.
У него при себе нет ни гроша, потому что у меня у самого в кармане пусто, так что если не хотите его себе взять, можете выпустить ему кишки или вздёрнуть у себя над камином.
Оригинальный текст (нем.)Von der Bäiernschen Gränz 
Daß Orte ist unbenannt
1828
Hochwohlgebohner Hr. Rittmeister!
Ich schücke ihner ein Knaben der möchte seinen König getreu dienen
Verlangte Er, dieser Knabe ist mir gelegt worden. 1812 den 7 Ockober, und ich selber ein armer Taglöhner, ich habe auch selber 10 Kinder, ich habe selber genug zu thun daß ich mich fortbringe, und seine Mutter hat mir um Die erziehung daß Kind gelegt, aber ich habe sein Mutter nicht erfragen Könen, jetz habe ich auch nichts gesagt, daß mir der Knabe gelegt ist worden, auf den Landgericht. Ich habe mir gedenckt ich müßte ihm für mein Sohn haben, ich habe ihm Christlichen Erzogen, und habe ihm Zeit 1812 Keinen Schrit weit aus dem Haus gelaßen daß Kein Mensch nicht weiß da von wo Er auferzogen ist worden, und Er selber weiß nichts wie mein Hauß Heißt und daß ort weiß er auch micht, sie derfen ihm schon fragen er kan es aber nicht sagen, daß lessen und schreiben Habe ich ihm schon gelehrte er kan auch mein Schrift schreiben wie ich schreibe, und wan wir ihm fragen was er werde so sagte er will auch ein Schwolische werden waß sein Vater gewessen ist, Will er auch werden, wer er Eltern häte wir er keine hate wer er ein gelehrter bursche worden. Sie derfen im nur was zeigen so kan er es schon. Ich habe im nur bis Neumark geweißt da hat erselber zu ihnen hingehen müßen ich habe zu ihm gesagt wen er einmal Soldat ist, kome ich gleich und suche ihm Heim sonst häte ich mich Von mein Hals gebracht
Bester Hr. Rittmeister sie derfen ihm gar nicht tragtiren er weiß mein Orte nicht wo ich bin, ich habe im mitten bei der nacht fortgeführth er weiß nicht mehr zu Hauß,
Ich empfehle mich gehorsamt Ich mache mein Namen nicht Kuntbar den ich Konte gestraft werden,

Und er hat Kein Kreuzer geld nicht bey ihm weil ich selber nichts habe wen Sie im nicht Kalten so müßen Sie im abschlagen oder in Raufang auf henggen

Приложенная к письму коротенькая записка, якобы от матери Каспара, гласила:

Ребёнок крещён, его зовут Каспаром, вам же надо будет ему придумать фамилию. Ребёнок вам отдаётся на воспитание. Его отец был кавалерист. Когда ему будет семнадцать, отправьте его в Нюрнберг, в Шестой полк лёгкой кавалерии, где служил его отец. Я же вас прошу его оставить у себя до семнадцати лет. Родился он тридцатого апреля в году 1812. Я простая бедная девчонка, мне кормить ребёнка нечем, а его отец умер.
Оригинальный текст (нем.)Das Kind ist schon getauft

Sie Heist Kasper in Schreib
name misen sie im selber — geben. Das Kind möchten
Sie auf Zihen Sein Vater
ist ein Schwolische gewesen
wen er 17 Jahr alt ist So
schicken Sie im nach Nirnberg
zu 6ten Schwolische
Begiment da ist auch sein
Vater gewesen ich bitte um
die erzikung bis 17 Jahre
gebohren ist er im 30 Aperil
1812 im Jaher ich bin ein
armes Mägdlein ich kann
Das Kind nicht ernehren

Sein Vater ist gestorben.

При том, что письмо было написано готическим курсивом, а записка — обычным рукописным шрифтом, почерк в том и в другом случае был, похоже, одинаков.

#### Первые два месяца

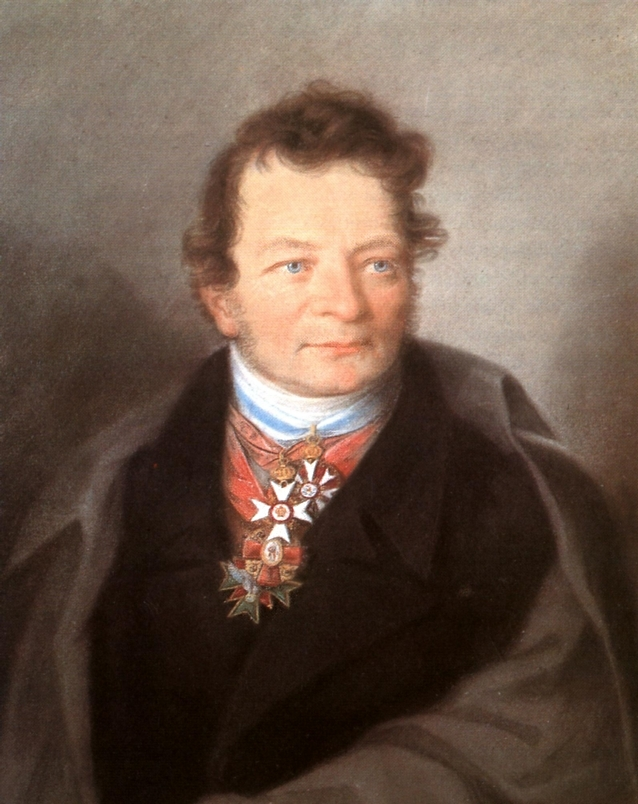
Ансельм фон Фейербах одним из первых выдвинул гипотезу о королевском происхождении Каспара

Первую ночь Каспар провёл в тюремной камере в компании некоего бродяги, задержанного за пьяные бесчинства, чьё имя не сохранилось. Ему было поручено попробовать разговориться с соседом, однако тот вскоре убедился в полной бессмысленности подобных попыток и, назвав его «ослом», удовлетворился тем, что вместе со своим съел и принесённый Каспару завтрак, — найдёныш по-прежнему отказывался от всего, кроме чёрного хлеба и чистой воды.
Каспаром заинтересовался надзиратель городской тюрьмы Андреас Хильтель. Пожалев юношу, он избавил его от не слишком приятного общества бродяги и перевёл в небольшую комнату по соседству с апартаментами, в которых проживала его собственная семья. В двери комнаты было проделано потайное отверстие, позволявшее Хильтелю незаметно наблюдать за ничего не подозревающим Каспаром. Поднаторевший в разоблачении всевозможных хитростей заключённых, тюремщик желал сам убедиться, что перед ним не лгун и не притворщик. В скором времени он отбросил всякие сомнения. Наедине с собой Каспар вёл себя точно так же, как в присутствии посторонних — днём сидел спиной к стене, вытянув ноги на полу и глядя перед собой в пустоту, ночью — крепко спал.
Хильтель стал приглашать Каспара к себе, и тот в скором времени сдружился с его детьми — одиннадцатилетним Юлиусом и трёхлетней Маргарет — и даже стал садиться за один стол с семьёй, по-прежнему упорно отказываясь от любой еды, кроме привычной для себя. Также он стал постепенно делать успехи в языке, легко и быстро усваивая новые для себя слова, в то время как выступающая нижняя челюсть, придававшая ему поначалу сходство с обезьяной, мало-помалу встала на место.
Позднее Хильтель вспоминал:

Всё его поведение было, можно сказать, чистым зеркалом детской невинности; в нём не было никакой фальши; что было у него на сердце, то он и говорил, насколько ему позволяли возможности речи. Несомненное доказательство его невинности и неумудрённости он дал также при случае, когда я и моя жена первый раз его одевали и мыли; его поведение при этом было, как у ребёнка, совершенно естественным и без всякого стеснения.— Hermann Pies. Kaspar Hauser — eine Dokumentation. — Ansbach, 1966. S. 24.
К этому тюремщик добавил, что Каспар был невероятно грязен, «словно бы не мылся с рождения», пыль и отмерший эпителий сходили с него пластами.
Примерно через две недели после появления Каспара в Нюрнберге о нём узнал доктор Даумер. Он пришёл в тюремный замок навестить найдёныша. Проникнувшись жалостью к юноше, который во многом ощущал себя потерянным среди праздных зевак, глазевших на него, Даумер твёрдо решил выхлопотать у городских властей разрешение взять найдёныша к себе, что ему удалось лишь 18 июля 1828 года.
Бургомистр Нюрнберга, Якоб Фридрих Биндер, услышал о странном найдёныше в тот же день или днём позже. Он попытался поговорить с юношей на допросе в городском магистрате, но, не добившись ничего нового («Каспар Хаузер, католик, хочет быть кавалеристом, как отец»), 28 мая 1828 года пригласил к нему доктора Проя, врача нюрнбергского городского суда, который должен был выяснить, больной это или обманщик. Вывод Проя был однозначен — речь идёт об единственном в своём роде, ещё не наблюдавшемся, особом случае. В своём заключении Прой делает вывод: «Этот человек не является ни сумасшедшим, ни тупоумным, но он явно был насильственно лишён всякого человеческого и общественного воспитания».
В течение нескольких следующих дней Биндер продолжал посещать найдёныша порой в одиночку, порой с друзьями, старательно и терпеливо выспрашивая у него о прошлой жизни, семье и месте пребывания. В конечном итоге, к 7 июля 1828 года ему удалось закончить свою «прокламацию» и затем опубликовать её 14 июля того же года. Этот документ является, по сути дела, первым, в котором Каспар сам рассказывает о себе. Кроме того, Биндер потребовал, чтобы ему предоставили оба письма, найденные при Каспаре, и после тщательного исследования объявил письмо «матери» фальшивкой. Для документа, написанного якобы 17 лет назад, бумага и чернила имели слишком свежий вид. Кроме того, почерк в обоих случаях был, по его мнению, одним и тем же, чернила использовались одинаковые. «Этот момент, — заключил Биндер, — вероломный и преступный их автор выпустил из вида».
В скором времени Каспар стал знаменит. «Лесные дети» в это время были как раз модным и обсуждаемым феноменом, у всех на слуху ещё оставалась история Виктора, дикого мальчика из Аверона, умершего как раз в год появления Каспара. Новость распространилась мгновенно, дойдя до Нью-Йорка, Бостона и Филадельфии. Газеты перепечатывали репортажи друг у друга и наперебой гадали, кем может быть найдёныш на самом деле. К Каспару началось подлинное паломничество, люди шли буквально толпами, чтобы увидеть новое чудо. Кто-то удовлетворялся тем, что просто смотрел или обсуждал его с приятелями, кто-то пытался объясниться (словами или жестами), подспудно обучая Каспара новым для него навыкам и обычаям, принятым в человеческом обществе.
Бургомистр Биндер, взявшийся опекать Хаузера, не препятствовал посещениям многочисленных посетителей в расчёте на то, что кто-нибудь из них узнает его или сообщит о нём какие-либо подробности. Более того, к юноше был приставлен сержант, в чьи обязанности входило водить молодого человека по многолюдным местам: они бывали на площадях, в парках, в пивных и т. д. Множество врачей, юристов и учёных предлагали свои услуги и знания в разгадке тайны Каспара Хаузера, — так взволновала всю страну его судьба. Содержался Хаузер за счёт нюрнбергского муниципалитета и всё это время считался его баловнем.
Возможно, из-за газетной шумихи или неким иным способом новость о найдёныше дошла до Пауля Иоганна Ансельма Риттера фон Фейербаха, главного судьи апелляционного суда Ансбаха, прославившегося тем, что он в законодательном порядке запретил в Баварии применение пыток. 15 июля, сразу после выхода из печати «Прокламации» Биндера, Фейербах направил бургомистру резкий протест, требуя немедленно изъять этот материал из печати, так как он может спугнуть преступника и заставить его принять меры, чтобы замести следы. По его мнению, для выяснения всех обстоятельств дела требовалось провести правильное расследование и все материалы немедленно передать в суд более высокой инстанции. Нюрнберг ответил немедленно, извинившись за свою неосторожность. По заверениям Биндера, «Прокламацию» успели опубликовать только две местные газеты, и процесс был остановлен в самом начале. Но, несмотря на все усилия, распространение сенсации остановить не удалось. В следующем году только в немецкоязычных газетах (Германского союза и Австрии) появилось 25 статей, посвящённых Каспару, всего же за первые три года из печати вышло около 70 книг и брошюр о «нюрнбергском найдёныше».
11 июля фон Фейербах вместе с несколькими друзьями посетил Каспара. Он также пришёл к выводу, что тот не является ни сумасшедшим, ни обманщиком, но ребёнком, которому нужны семья и дом. Бесконечные толпы посетителей стимулировали интерес Каспара ко всему окружающему и постоянно доставляли ему новые сведения об окружающем мире, но в то же время подвергали его нервную систему серьёзному испытанию. Как заключил фон Фейербах, далее это продолжаться не может, и если Каспара не избавить от назойливого любопытства, он «погибнет от нервной лихорадки или превратится в слабоумного». Опасения эти вскоре сбылись — несколькими днями позднее Каспар опасно заболел, и лечивший его доктор Остерхаузен заключил, что речь идёт о нервной лихорадке, вызванной переизбытком новых впечатлений.

#### Физическое состояние

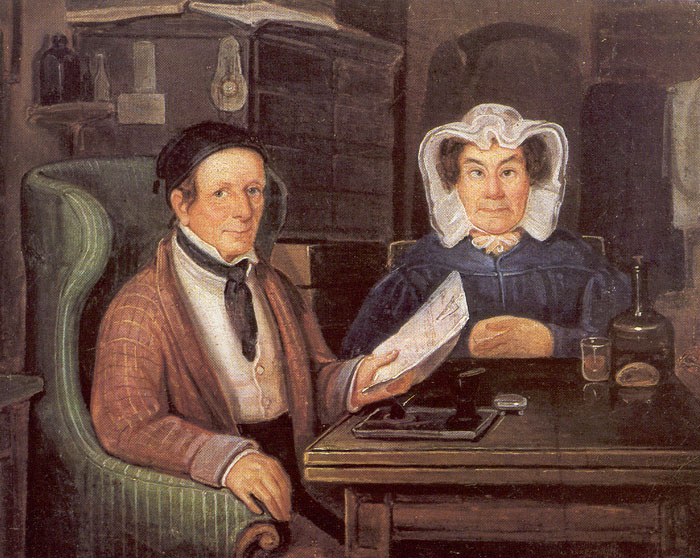
Тюремный надзиратель Хильтель с женой

Судя по документам той эпохи, Каспар в момент своего первого появления был юношей около 1,5 м роста, пропорционально сложенным, широким в плечах. Зубы мудрости появились у него лишь три года спустя, что с уверенностью позволило определить его возраст как 16—17 лет. Мягкие волосы светло-каштанового цвета вились крупными кольцами, цвет лица был бледным, но это не придавало юноше болезненного вида. Кисти рук маленькие, изящные, мягкие и слабые, ступни, по всей видимости, не знавшие обуви, также были маленькими, подошва мягкой как у младенца, в момент его прихода в полицейский участок сплошь покрытая волдырями от тесной обуви. На обеих руках следы прививок от оспы, на правой возле локтя — след недавнего удара палкой.
Когда Каспар плакал, его лицо искажалось гримасой, когда был доволен, улыбался словно младенец. Большие голубые глаза были яркими и живыми, но вначале совершенно лишёнными выражения. Также, словно младенец, он почти не мог пользоваться руками, в обычном положении держа пальцы растопыренными в разные стороны, соединив большой палец с указательным в кольцо. При необходимости взять какой-нибудь предмет он действовал всей рукой. Что касается ходьбы, то двигался он с огромным трудом, покачиваясь и сразу же делая следующий шаг, чтобы избежать падения. Малейшее препятствие немедленно заставляло его спотыкаться и падать. Подниматься и спускаться по лестнице он долгое время не мог без посторонней помощи. Во время медицинского осмотра Каспар неожиданно от слабости уселся на пол, вытянув ноги, оставаясь в таком положении до конца, находясь в апатичном состоянии, безучастный к вопросам и к угрозам.
Доктор Прой в своём врачебном заключении опирается на объективные данные. Здесь следует упомянуть существенный феномен, связанный с коленями. Прой описывает его так: «Оба колена имеют своеобразное строение. Головки суставов голени и бедра сильно отступают назад, в то время как в передней своей части сильно искривлены, и заметно опускаются вместе с коленной чашечкой; поэтому, когда Хаузер садится на плоскую поверхность, его ноги лежат так, что через подколенную ямку едва ли можно просунуть лист бумаги, в то время как у других людей легко проходит сжатый кулак. Это наблюдение особенно важно потому, что оно подтверждает дальнейшие рассказы Каспара Хаузера об его заключении. Кроме того, можно таким способом ещё раз определить момент его заключения в нижеописанную клетку, в которой он мог только сидеть. Ясно, что только у маленького ребёнка, кости которого ещё гибкие, может быть вызвано многолетним сидением такое неправильное строение».
Желудок Каспара не был приспособлен к иной пище и питью, чем вода и чёрный хлеб, запах любой другой пищи (за исключением запаха укропа, тмина и аниса) вызывал у него отвращение. Попытка подмешать к воде пару капель вина или кофе кончалась тем, что у Каспара начиналась рвота, на теле выступал обильный пот, и ещё какое-то время он мучился головной болью. Попытка однажды поднести ему спирта под видом воды кончилась тем, что от одного запаха найдёныш потерял сознание и пробил бы головой стеклянную дверь, не подхвати его на руки один из свидетелей происшествия. Молоко, кипячёное или сырое, равно вызывало у него тяжёлое расстройство пищеварения. Однажды к хлебу добавили крохотный кусочек мяса, но Каспар немедленно определил его по запаху и есть отказался. Когда же его вынудили это сделать, он тяжело заболел. Такое же отвращение вызывал у него запах розы, резкий звук мог привести к конвульсиям, яркий свет слепил и заставлял моргать. Время от времени найдёныш имел обыкновение застывать, глядя в пустоту, и не реагировал ни на какие внешние раздражители.
Все медицинские наблюдения Прой ещё раз обобщил в более позднем подробном врачебном заключении. Он приходит к выводу, что «Каспар Хаузер действительно с раннего детства был удалён из человеческого общества и помещён в такое место, куда не проникал дневной свет, и в этом состоянии он оставался до того момента, когда однажды, словно с небес, появился среди нас. И этим анатомически-физиологически доказано, что Каспар Хаузер не обманщик».
Фон Фейербах, впервые увидевший Каспара 11 июля 1828 года, вспоминал, что лицо у юноши было асимметричным, левая сторона казалась сведённой судорогой и часто дёргалась от тика, причём этот же тик распространялся на всю левую половину тела. В особенности конвульсивным движениям была подвержена левая рука. В дальнейшем, впрочем, эта особенность также исчезла без следа.
Необычная судьба Каспара Хаузера, установленная изысканиями Биндера и закреплённая авторитетным заключением Проя, стала источником всевозможных предположений: строились гипотезы о том, что Каспар мог родиться в результате незаконной связи, что он сын духовного лица или знатной дамы; считали его жертвой какой-нибудь интриги из-за наследства.

#### Уровень психического развития

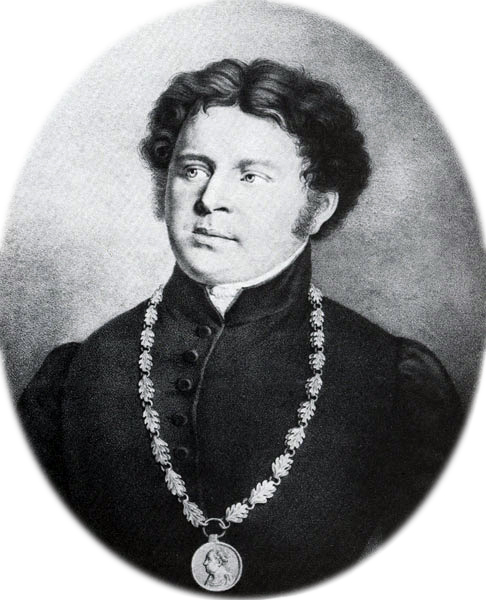
Бургомистр Нюрнберга Биндер, составивший первые мемуары о Каспаре

Разум Каспара действительно представлял собой tabula rasa. Как новорождённый, Хаузер видел вокруг себя лишь мельтешение цветовых пятен и форм. Всех людей без различия пола и возраста найдёныш именовал «Bua» (то есть «мальчик»), различая их по одежде, причём явное предпочтение отдавал ярким женским платьям, и как-то раз даже пожалел, что сам не родился девочкой. Вся остальная живность — как животные, так и птицы — была для него «лошадками» (Ross). Приязнь у него вызывали «лошадки» белого цвета, чёрных он попросту боялся, и когда однажды случилось, что чёрная курица направилась в его сторону, он с криком попытался от неё убежать. Если верить позднейшим наблюдениям фон Фейербаха, больше всего Каспару нравился красный цвет, следом за ним шёл жёлтый (в особенности золотистый, блестящий), к белому он был равнодушен, зелёный и чёрный приводили его в ужас. Увидев однажды яблоню с красными плодами, он пожалел, что листья также не окрашены в красный цвет. Рассматривать пейзажи ему более всего нравилось через красное стекло.
Вообще его привлекало всё яркое. Увидев впервые огонёк свечи, найдёныш попытался схватить его пальцами, но обжёгся и заплакал. При виде первого снега он выскочил во двор и с детской непосредственностью принялся хватать снежинки, но вскоре вернулся с красными замёрзшими руками, крича, что «белое кусается».
В первый раз увидев своё отражение в зеркале, он попытался схватить руками своего «двойника». В другой раз, когда с целью напугать на него направили остриё сабли, Каспар остался на месте, с любопытством рассматривая незнакомый предмет.
В первые дни, подавленный количеством новых впечатлений, он не реагировал на бой башенных часов и колокольный звон, затем, наконец, обратил на это внимание и долгое время с интересом слушал. Когда однажды мимо окна прошла с песнями и музыкой свадебная процессия, Каспар жадно смотрел и слушал, и даже когда последние звуки замерли вдалеке, продолжал ждать. Однако, едва ему решили показать военный парад, мальчик забился в конвульсиях. Когда ему дали перо и бумагу, он принялся сосредоточенно покрывать страницу буквами и слогами, как это делают дети, осваивающие письмо. Одна из таких страниц сплошь была исписана словами «Каспар Хаузер», которые он, вероятно, ещё сам плохо понимал.
Изо дня в день Каспара приводили в полицейский комиссариат, во-первых, чтобы изучить получше, а во-вторых, чтобы он сам постепенно привыкал к обществу людей. В скором времени полицейские привыкли к найдёнышу и даже баловали его, даря яркие ленточки или монетки, отчего он приходил в восторг, повторяя «лошадка, лошадка», и пытаясь донести до них что-то на своём бедном языке. В конце концов, один из солдат, эксперимента ради, принёс ему игрушечную деревянную лошадь. Успех превзошёл все ожидания — Каспар обрадовался ей, «словно старому другу, чьего возвращения долго ждал», и вплоть до того, как пришло время уходить, не расставался с лошадкой, украшая ей шею монетками, ленточками и всем, что успел за это время получить от полицейских. Найдёныш горько плакал, когда пришло время идти к себе; унести игрушку с собой у него попросту не доставало сил.
Вернувшись на следующий день, он уже не обращал внимания ни на что более, кроме своей игрушки, и сидел возле печи, возя игрушку по полу туда и сюда, украшая обрывками бумаги, ленточками и всем, что попадало под руку. Догадавшись об его желании взять лошадку с собой, полицейские отнесли её в комнату Каспара, где она заняла своё место подле кровати, так что найдёныш мог видеть её постоянно и играть целыми днями. В скором времени его деревянный табун увеличился до пяти лошадок, с которыми он стал буквально неразлучен. С тех пор, принимаясь за еду или за питьё, он тут же отделял часть для своих лошадок, поднося к деревянным мордам хлеб и воду. Попытки объяснить ему, что деревянные лошади есть не умеют, ни к чему не привели. Каспар упорно держался противоположного мнения, указывая на крошки, прилипшие к их мордам. Однажды деревянная игрушка упала и прищемила ему палец, после чего Каспар разразился криком, что «лошадка кусается».
Свою заботу он распространил и на живую лошадь, принадлежащую тюремщику, и попытался поднести ей воды. К его величайшему удивлению, губы животного задвигались, что найдёныш истолковал как отвращение. Тюремщик поспешил ему объяснить, что «эта лошадка не любит пить», после чего Каспар немедленно прекратил свои попытки. В другой раз одна из лошадок, которую он тащил за собой за повод, провалилась задними ногами в трещину в полу, в то время как передние оказались высоко в воздухе. Каспар пришёл от этого в полный восторг и не раз повторял своё представление перед зрителями, пока тюремщик не запретил ему это делать, чему найдёныш со слезами, но всё же подчинился. Вообще, он отличался на редкость мягким и незлобивым характером, чем быстро вызвал всеобщую любовь. Его повиновение вышестоящим было абсолютным, в том, что касается поступков, он ни на йоту не отступал от того, что сказал «господин бургомистр», «господин Даумер» или «господин надзиратель», в то время как в речах по-прежнему считал себя совершенно свободным. На вопрос фон Фейербаха, почему он поступает именно таким образом, Каспар дал ответ, что этому научил его «человек, который с ним был всегда».
Религиозные понятия были ему совершенно чужды. Все попытки нескольких пасторов внушить ему понятия о христианстве и о Христе разбивались словно бы о глухую стену. Каспар молча смотрел на говорящих, явно не понимая ни слова. В деньгах он совершенно не разбирался, предпочитая лишь новые и блестящие монетки — стёртым и старым, не имея никакого представления об их покупательной способности.
Впрочем, период детских игр продолжался сравнительно недолго, и новой страстью Каспара стали рисунки и гравюры, которыми он украшал стены своей комнаты. Со временем он и сам оказался способным художником, и эта страсть к рисованию, вероятно, стала причиной его гибели. Ансельм фон Фейербах, посетивший его 11 июля в сопровождении «полковника фон Д., двух дам и двух детей», констатировал, что несмотря на то, что в комнате Каспара громоздились сотни оловянных солдатиков, игрушечных собачек и деревянных лошадок, принесённых сердобольными горожанами, игры уже перестали его занимать. Фон Фейербах отметил лишь особую аккуратность, с которой юноша складывал и сортировал свои вещи, вновь и вновь располагая их в строгом порядке. Зато со всей страстью он предался рисованию, упорно добиваясь сходства рисунка с изображаемым объектом и детских набросков в технике «палка-палка-огуречик» с реальным человеком, в чём также вскоре преуспел.
Следует также заметить, что, по словам самого Каспара, он вначале не умел отличать объёмные предметы от нарисованных. Так, изображённый на бумаге круг и реально существующий шар для него были одним и тем же, пирамидка и нарисованный треугольник не отличались друг от друга. Лишь позднее, в процессе игры, он научился соразмерять зрительные и тактильные впечатления между собой. Размер предмета, определяемый зрительно, также часто вводил его в заблуждение, монетка, поднесённая к глазу, казалась равной по величине дому, который собой закрывала. Также он не умел зрительно определять расстояние до предмета; словно младенец, Каспар пытался схватить башенные часы, по виду вполне досягаемые.
Речь его была в то время ещё набором отдельных мало связанных между собой слов. Никакого понятия о грамматике у найдёныша не наблюдалось — склонения и спряжения, впрочем, как и немецкие вспомогательные глаголы, отсутствовали напрочь, словно иностранец Каспар выражался в манере «я говорить, вы понимать». Также обращаться к нему на «ты» было совершенно бессмысленно, он реагировал лишь на имя «Каспар» и сам о себе говорил исключительно в третьем лице. Что касается семантики, то и здесь его понятия были весьма расплывчаты, одно и то же слово могло обозначать целый круг понятий. Так, любой большой или объёмный предмет именовался в его речи «горой»; имея в виду объёмный живот некоего визитёра, Каспар назвал его «человеком с большой горой». Дама с длинной шалью на плечах именовалась на его языке «дамой с красивым хвостом». Однако говорил он без видимого усилия, не заикался и не выискивал слова, хотя их запас всё ещё оставался достаточно бедным.
Память у найдёныша была невероятно цепкой, одного раза ему хватало, чтобы запомнить внешность каждого визитёра и позднее без запинки назвать его по имени. Если у нескольких посетителей фамилии совпадали, он различал их по именам или какому-нибудь внешнему признаку. Однажды эксперимента ради доктор Оберштайн принёс ему букет цветов, назвав каждый цветок по имени, после чего Каспару уже не составляло труда узнавать цветы и правильно их определять. Ж. Ленотр сообщает мнение некоего безымянного профессора (Даумера?) об имевшихся якобы экстрасенсорных, или, в терминах науки XIX века, магнетических способностях Каспара Хаузера — «магнетический» субъект необычайной силы. Каспар будто бы мог находить спрятанные золото и алмазы. В числе других необъяснимых особенностей поведения Хаузера данный автор называл следующее: беря за столом в руки серебряную ложку, Каспар не мог ей пользоваться, так как рука его начинала непроизвольно дрожать, так что он вынужден был прерывать еду и менять ложку на стальную. Необъяснимая судорога время от времени сводила его губы при питье из стакана, в эти минуты он чувствовал вокруг рта холод и онемение. Иногда с ним случались галлюцинации, выражавшиеся в том, что, по его словам, его навещали неизвестные личности, с которыми Каспар Хаузер вступал в диалог, при этом сам он затруднялся отличить воображаемое и действительное.
Количество новых впечатлений подавляло Каспара. Он признался посетившему его фон Фейербаху, что хотел бы снова оказаться в своей подземной каморке, где у него «никогда не болела голова». На замечание фон Фейербаха, что «человек, который с ним был» — преступник и достоин тюрьмы, он тут же возразил, что этот человек не сделал ему ничего плохого, при том что лишил сведений о внешнем мире. Наказывать, по мнению Каспара, следовало того, кто распорядился поместить его в каморку, сам же тюремщик ни в чём не виноват. В то же время психиатр Карл Леонгард удивлялся, что ребёнок вообще мог выжить в условиях, описанных Хаузером, а тем более не превратиться в клинического идиота.

#### Воспоминания о прошлом

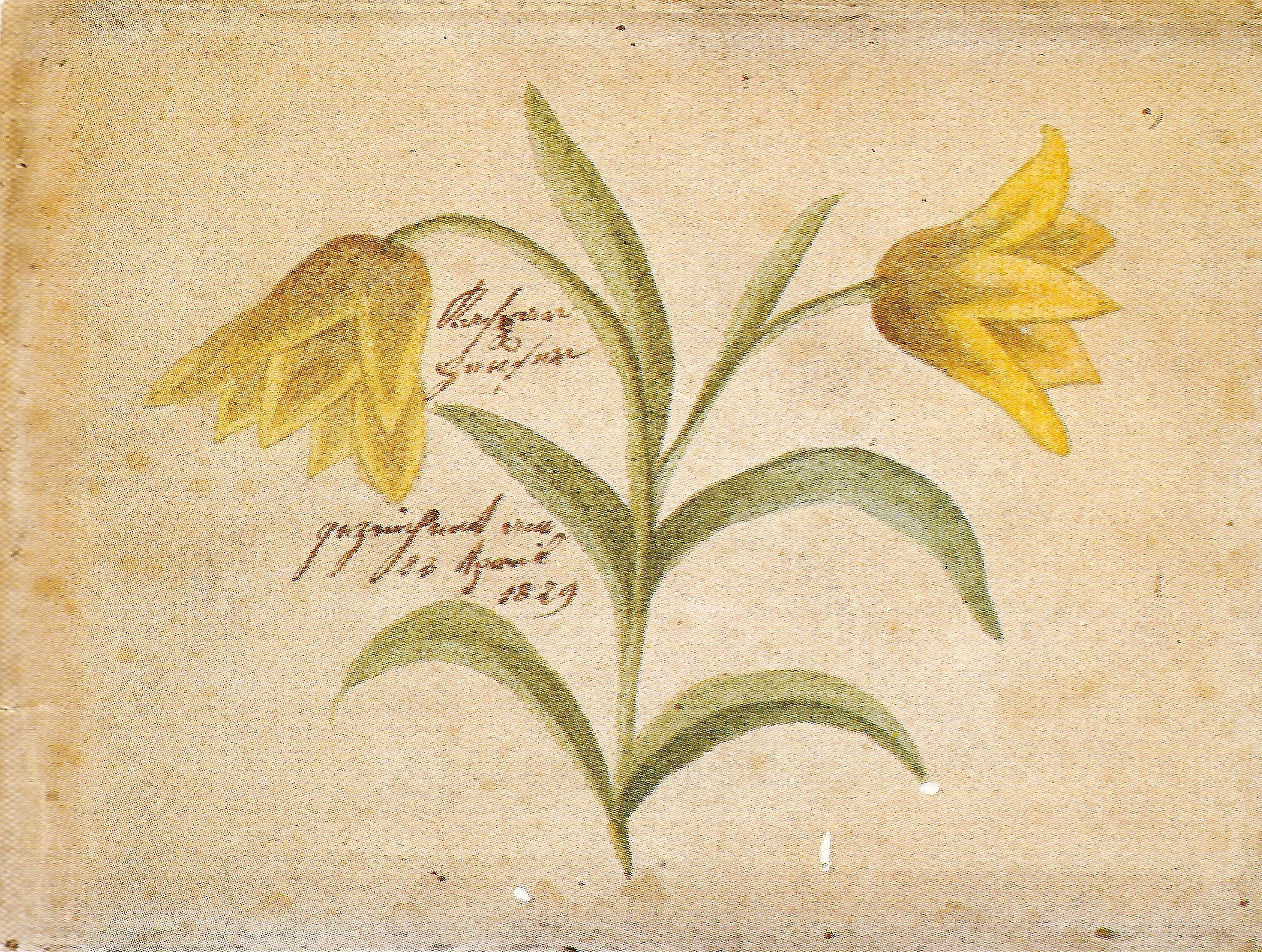
Цветок, нарисованный Каспаром. Сторонники легенды видят в этом рисунке сходство с формой решётки в замке Пильзах

Как было уже сказано, бургомистр Биндер изо всех сил пытался выяснить у юноши, где он жил ранее и как провёл детство и юность. В один из дней полицейские даже проделали небольшой эксперимент. Логично предположив, что при своём слабом физическом развитии Каспар не мог далеко уйти, они возили его по улицам города, надеясь, что он узнает свой дом. Однако эксперимент ничего не дал.
Биндер, впрочем, не отчаивался. С помощью слов, жестов, догадок, когда приходилось буквально додумывать обрывки слов, которыми Каспар изъяснялся на тот момент, он по крупицам «вытаскивал» из Каспара сведения. Его усилия, в конце концов, позволили составить так называемую «Прокламацию Биндера», ставшую затем основой дальнейшего поиска. Ансельм фон Фейербах усомнился в достоверности этого рассказа и посчитал, что он мог быть домыслен или попросту внушён Каспару самим Биндером. Однако в общих чертах он, видимо, соответствовал действительности, так как гораздо позднее Каспар, уже научившись достаточно чётко выражать свои мысли, в целом подтвердил сказанное.
Коротко говоря, прокламация Биндера сводилась к следующему. Сколько Каспар помнил себя, он постоянно находился в крохотной каморке, в которой нельзя было ни встать, ни лечь во весь рост. Целыми днями он сидел, прислонившись спиной к стене, или ползал по полу. В каморке было два окна, забитые досками так, что внутрь почти не проникал свет, и потому внутри стояли будто бы вечные сумерки. Кроме того, в каморке была печь, которую топили снаружи, и дверь, постоянно запертая, которую опять же снаружи только и можно было открыть. В полу была проделана дырка, внутри её находилось нечто вроде ночного горшка, куда предполагалось справлять нужду.
Когда темнело окончательно, Каспар устраивался спать, также в полусидячем положении. Когда светало, просыпался и обнаруживал рядом с собой кусок чёрного хлеба и кружку воды, ночной горшок был кем-то опорожнён. Если хлеба хватало постоянно, то утолить жажду получалось не всегда. Порой вода имела «дурной вкус», и, выпив её, Каспар засыпал. Когда он просыпался, ногти его были подстрижены, одежда (состоявшая всегда из рубахи и коротких штанишек) менялась. Компанию в этом подземелье составляли ему две деревянные лошадки и деревянная собачка, вырезанные из светлого дерева, которых Каспар день напролёт возил по полу в разных направлениях и украшал обрывками бумаги. В записях Биндера содержится намёк на то, что Каспар говорил со своими игрушками. Другое дело, что словарь его был крайне бедным и не превышал 50 слов. О существовании внешнего мира и каких-либо живых существ Каспар не имел ни малейшего представления. В каморке царила полная тишина, туда не доносилось ни пения птиц, ни людских голосов.
Ж. Ленотр, описывая каморку Хаузера, дополняет, что она представляла собой довольно узкое, вытянутое в длину помещение с земляным полом и дощатым потолком, щели которого днём незначительно пропускали свет. Она напоминала подземелье, а мальчик постоянно находился на грязной земле, одетый лишь в рубашку и панталоны на лямках. Вся обстановка состояла из соломенного тюфяка и изразцовой печки в виде пчелиного улья. Однажды «человек, который всегда с ним был», вошёл к нему босиком, низко нагнувшись, чтобы пройти под потолком, положил к нему на колени доску, рядом положил молитвенники и, пристроив сверху кусок бумаги, принялся, стоя сзади, водить по бумаге рукой Каспара с зажатым в ней пером. Мальчик был в восторге от этой новой игры, не понимая, что получается в результате.
«Чёрный человек» объяснил мальчику, что каждую ночь он приносит ему хлеб и воду, а сейчас тот должен научиться читать и писать. С тех пор каждые пять дней его наставник приходил к нему с уроками. Каспар прилежно учился и был сообразительным, но учитель был строг и нередко бил его палкой по правой руке за малейшие провинности. Каспар не имел представления, сколько времени пробыл он в своей каморке, но незадолго до того, как оказался в Нюрнберге, «человек, который с ним всегда был», довольно сильно ударил его по рукам палкой в наказание за слишком шумную игру, после чего мальчик стал вести себя осторожней.
Однажды ночью наставник Каспара грубыми движениями разбудил юношу, взвалил его на спину и вынес наружу, после чего, по словам Каспара, «стало совсем темно» — иными словами, мальчик потерял сознание. Он не знал, сколько времени прошло после того, как неизвестный поднялся с ним вверх по холму или по лестнице, но затем его накормили, неизвестный поставил его на ноги, и обхватив сзади руками, стал учить ходить. Таким образом, кое-как переступая, Каспар продвигался вперёд. Неизвестный раз за разом повторял фразу о кавалеристе, пока мальчик не запомнил её наизусть, не понимая что она значит. Каждая попытка поднять голову пресекалась окриком и приказом смотреть себе под ноги. Несколько раз, когда он уставал, его клали на землю вниз лицом, потом снова поднимали, и путь продолжался. Так они шли вдвоём два дня и две ночи. Несмотря на проливные дожди, они не останавливались на отдых в постоялых дворах, не разговаривали со встречными крестьянами, спали на голой и грязной от дождя земле. На третий день неизвестный переодел Каспара в чистую одежду, надел на него ботинки, после чего идти стало куда больнее, и, показав на ряды домов вдали, назвал их «большой деревней», научив, что спрашивать и как искать дорогу к Новым Воротам, сунул ему в руки конверт и исчез уже навсегда.
Анализируя этот рассказ, Ансельм фон Фейербах заметил, что нечего удивляться потрясению, испытанному ребёнком, когда на него вдруг навалились звуки и краски внешнего мира. Вполне возможно даже, что Каспара везли в телеге, в то время как он был в бессознательном состоянии, или в его питьё вновь подмешали опий; таким образом, определить, сколько времени продолжался путь, оказалось невозможным. Фейербах заметил также, что момент появления был выбран исключительно удачно — на Троицын день обитатели Нюрнберга имели обыкновение отправляться прочь из города, и шанс появиться незамеченными был очень велик. Сам Биндер полагал, что неизвестный, доставивший Каспара в Нюрнберг, хорошо знал город и окрестности и, вполне вероятно, в прошлом служил в городском гарнизоне или в одном из квартировавших здесь полков.

### 1828—1830 годы

#### Наблюдения Даумера

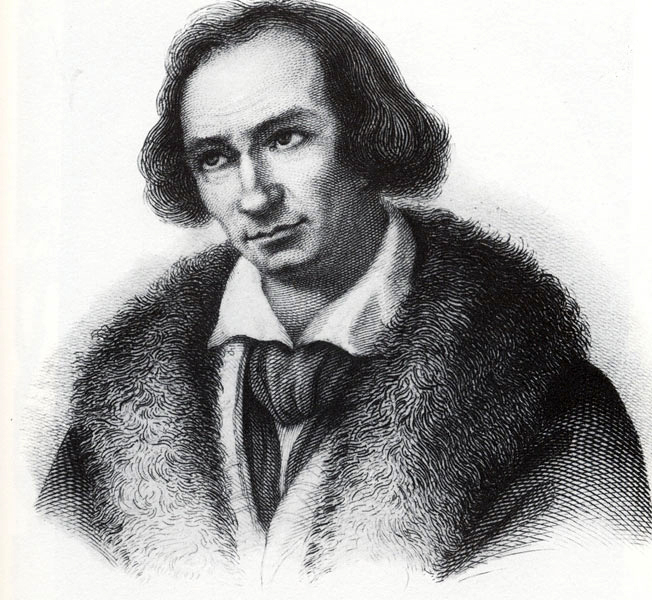
Первый учитель Каспара — Георг Фридрих Даумер

18 июля 1828 года Каспар окончательно перебрался в дом к профессору Георгу Даумеру. Даумер был лишь на 12 лет старше своего подопечного. Молодой неженатый мужчина, он жил с матерью и сестрой. Даумер был учеником Ф. В. Шеллинга и Г. В. Ф. Гегеля и позднее стал для последнего гувернёром при его малолетних детях. Ранее Даумер преподавал в гимназии Св. Эгидия в Нюрнберге, но быстро ухудшающееся зрение заставило его в возрасте 28 лет покинуть этот пост. Современники характеризовали его как «чудака», но в то же время это был широко образованный человек, гуманист, поэт и философ, знаток гомеопатии и основатель (в 1840 году) общества по борьбе с жестокостью в отношении животных. Для того чтобы Каспар не утомлялся, его учителю было приказано не пускать к нему праздных посетителей, а полиция должна была следить за соблюдением порядка вне дома.
Каспар жил в доме Даумера до октября 1829 года, и Даумер в течение всего времени вёл дневник, в котором тщательно отмечал события из жизни своего подопечного и его успехи в овладении науками и приспособлении к человеческому обществу. Этот дневник, долгое время считавшийся утраченным, в середине XX века был обнаружен Джеффри Мэссоном и опубликован на немецком языке.
В это время найдёныш был впервые по-настоящему счастлив. У него появилась собственная комната и настоящая постель — роскошь, до сей поры ему неизвестная. Позднее Каспар уверял, что, лёжа в этой постели, он стал видеть сны (хотя первое время не умел отличать сон от яви и рассказывал о приснившемся как о реально произошедшем событии). Здесь его обучили читать, писать, рисовать и даже играть на клавесине. Умственное развитие Каспара в то время прогрессировало со скоростью, удивлявшей даже его учителя — уже к концу августа он научился говорить и писать (хотя и с орфографическими ошибками), связно выражать свои мысли, заинтересовался собственным прошлым и своей потерянной семьёй.
Первое время Каспар, по наблюдениям Даумера, не отличал друг от друга даже людей и животных. Он отчитывал лошадей и быков за то, что они оставляют навоз на улице, пытался учить кошку есть лапами вместо того, чтобы тыкаться мордой в миску; серого же котика, по его мнению, следовало отмыть добела. Что касается растений, то они, по мнению Каспара, были воткнуты в землю и обвешаны листьями, подобно тому как рождественскую ёлку обвешивают игрушками. Ударить дерево значило причинить ему боль. Неживые предметы обладали, по его мнению, чувствами и желаниями. Увидев однажды распятие, Каспар в слезах стал просить «не мучить этого беднягу», но объяснить ему, что он видит перед собой лишь изображение, было непросто. Однако через некоторое время он научился этому, а также стал понимать и ценить юмор и вместе с остальными смеяться над шутками. Мать и сестра Георга Даумера привязались к найдёнышу. Здесь он нашёл для себя семью, которой доселе не имел. Кроме того, он привык к многочисленным визитам друзей Даумеров. Так, их постоянно навещали фон Фейербах, барон фон Тухер и другие.

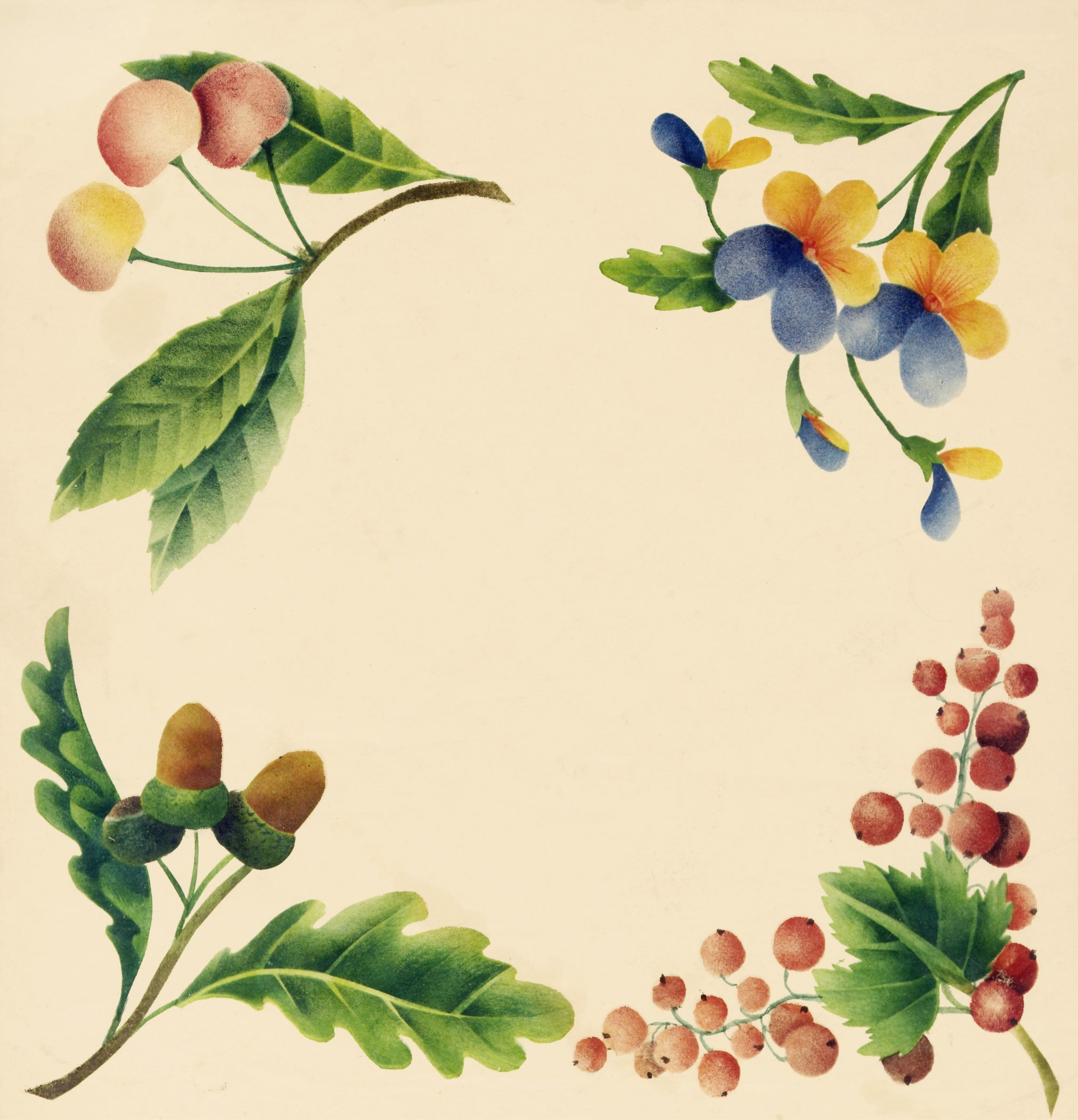
Растительный орнамент, выполненный Каспаром. Акварельные краски, бумага

Все пять чувств у найдёныша были невероятно обострены. В церковном дворе он чувствовал трупный запах, легко читал в сумерках и различал на небе созвездия, невидимые для прочих невооружённым глазом, в темноте мог отличить цвета предметов, слышал малейший звук, ощущал кожей движение воздуха (к нему невозможно было подкрасться сзади, оставшись незамеченным), а также различал на ощупь металлы и называл их. Интересны были опыты с магнитом. Когда его подносили к Каспару со стороны северного полюса, тот уверял, будто магнит всасывает воздух и тянет его к себе, южный же полюс, наоборот, «дул ему в лицо». Опыты повторялись неоднократно, причём специально обставлялись так, чтобы Каспар не мог видеть, какой из полюсов был к нему направлен, но результат не изменялся. Постепенно эти странные способности терялись, но в бытность Каспара у доктора Даумера ещё проявлялись в полную силу.
По свидетельству Даумера, Каспар в то время отличался, как было уже сказано, остротой всех чувств и детской непосредственностью. Его отзывы об окружающем мире позволили Даумеру сделать интересные наблюдения о природе человеческого восприятия. Например, Каспару поначалу было трудно распознавать удалённость и величину предметов; он был убеждён, что все предметы в мире (земля, деревья, трава) сделаны людьми; у него не было никаких представлений о трансцендентном и т. п.
Особой заботой для приёмной семьи Каспара было приучить его к еде, более подходящей для растущего организма, чем хлеб и вода. Поначалу ему специально стали варить овощные супы на воде, постепенно увеличивая количество овощей, что он сам воспринимал как улучшение вкуса, удивляясь, почему это происходит. Вместе с хлебом он приучался есть выпечку, сухие овощи, затем в суп стали добавлять несколько капель мясного бульона, а с хлебом давать кусочки разваренного мяса. Это разнообразие скоро дало свой результат. Каспар начал расти, прибавив за год 5 см.
Доктор Даумер выучил его играть в шахматы, чему Каспар позднее предавался со страстью, и постепенно прививал любовь к природе — вместе с ним Каспар стал работать в саду, выполняя несложные задания. Он был крайне любознателен и всё запоминал, однако всё это ослабевало по мере того, как расширялся круг его познаний.
В сентябре 1828 года Каспар засел за свою биографию. Неизвестно, была ли подобная мысль подсказана ему Биндером, Даумером, или это было собственное побуждение, однако результат мало чем отличался от «прокламации» Биндера, за исключением того, что в нём появилось больше подробностей. Кроме того, в это же время Каспар начал вести дневник, в котором скрупулёзно отмечал произошедшие с ним события.

#### Первое покушение. Чёрный человек

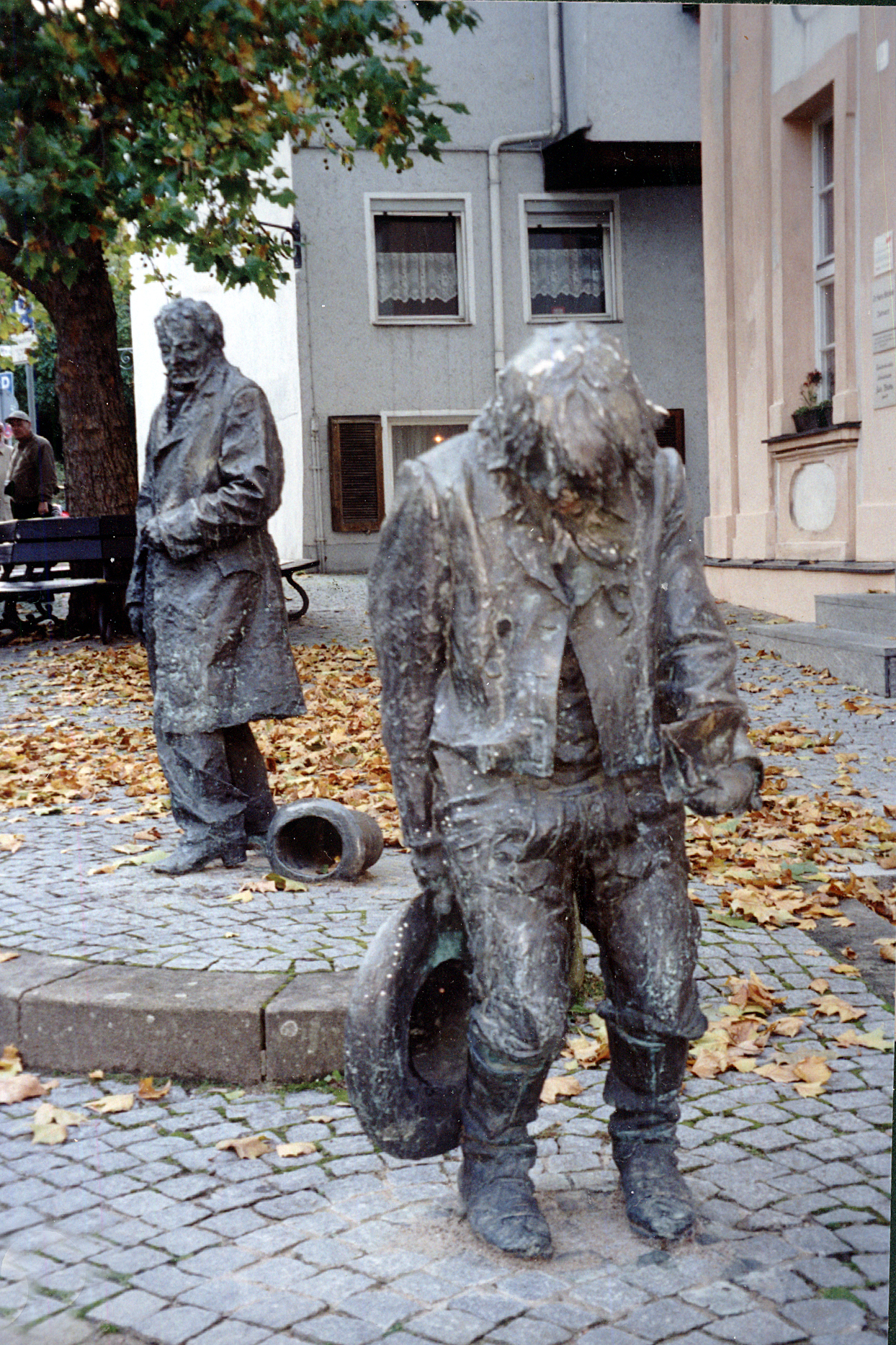
Каспар Хаузер, «Дитя Европы»: на первом плане — в образе найдёныша, на заднем — респектабельного буржуа. Старый центр города Ансбаха, Германия

Внешне жизнь Каспара Хаузера в доме профессора Даумера протекала вполне благополучно. Прошло пятнадцать месяцев его пребывания там. К этому времени молодой человек научился вполне сносно изъясняться, был скромен, имел хорошие манеры, приятную наружность, был чрезвычайно популярен благодаря своей биографии, имел абсолютный успех у баварских красавиц, а прежние скептики начали менять своё мнение о нём в лучшую сторону. Вероятно, заговорщиков (если они, конечно же, существовали) не на шутку встревожило всё это, и, в первую очередь, известие о загадочном «мемуаре», которое быстро стало распространяться по городу. Каспар с его обострённым ощущением опасности стал вдруг бояться прогулок и однажды, вернувшись с конного выезда, заметил, что за живой изгородью «словно бы кто-то сидел».
17 октября 1829 года, в субботу, Даумер отправился на свою обычную утреннюю прогулку, в то время как его мать и сестра были заняты уборкой. Каспар отправился в уборную, и там услышал тихое звяканье дверного колокольчика, словно бы придержанного рукой, затем увидел скользнувшую по двору тень. Он услышал крадущиеся шаги, которые затихли у двери в коридор. Каспар высунул голову в маленькое окно, выходившее на лестницу, и увидел человека, приникшего к стене и кого-то подстерегавшего. Как он вспоминал позднее, нападавший имел на себе щегольский чёрный костюм, тёмные панталоны, кожаные чёрные (по другой версии, жёлтые) перчатки, начищенные чёрные изящные башмаки и чёрную же круглую шляпу. Лицо его было замотано чёрным шарфом. В руках «чёрный человек» сжимал нечто похожее на широкий нож мясника.
В этот момент он почувствовал сильный удар в голову, и, падая, отчётливо услышал: «Ты должен умереть раньше, чем успеешь покинуть Нюрнберг!» Каспар будто бы узнал этот голос. Потеряв сознание и некоторое время спустя очнувшись, юноша понял, что лежит на полу, а лицо у него залито кровью. Он кое-как добрался до дома и, плохо понимая, что он делает, вместо верхнего этажа, где можно было рассчитывать на помощь, спустился в подвал. Позднее фрау Даумер, удивляясь, что Каспар не является к обеду, нашла его там по пятнам крови на ступеньках. На лбу у него зияла широкая рана размером с палец, оказавшаяся, впрочем, неопасной. В бреду он бормотал нечто невнятное: «Чёрный… чёрный человек… как трубочист… заточён в погреб…»
Нашлись и другие свидетели, видевшие несостоявшегося убийцу. Маленькая девочка, разносившая молоко по домам, позднее рассказывала, будто видела «человека с чёрным лицом», который крался к уборной, сжимая в руках тесак. Перепугавшись, девочка бросилась домой. Соседка Даумеров, жившая через улицу, уверяла, будто видела двоих мужчин, которые тогда же, 17 октября вышли из ворот дома Даумеров между 11 и 12 часами утра. Ещё одна свидетельница показала, что крупный мужчина лет сорока, широкоплечий и смуглый, одетый в чёрное, мыл руки в пожарном ведре, стоявшем рядом со зданием больницы по соседству. Заметив, что на него смотрят, смуглолицый сделал вид, что просто разглядывает ведро.
Человек, похожий на него по описанию (но уже в белых перчатках), днём позже остановил ещё одну свидетельницу и стал расспрашивать её, закрыты ли ворота, требуется ли проверка личности при въезде в город, и были ли приняты какие-либо меры после покушения на Каспара. Получив отрицательный ответ, он удовлетворился этим и ушёл прочь. Несмотря на тщательные поиски, преступника найти не удалось.
Позднее, 15 июня 1831 года, Каспар, гостя у фон Фейербаха, рассказал об одном странном инциденте. Если верить его воспоминаниям, то однажды, когда он остался один, в дом вошли двое неизвестных мужчин. Один «весьма злобного вида», с усами и короткой бородой, стал расспрашивать Каспара, что он пишет. Каспар ответил, что речь идёт об автобиографии. Второй немедленно взял листы и принялся читать, в то время как чернобородый продолжал расспрашивать Каспара о его жизни. В особенности неизвестного интересовало, часто ли Каспар ходит на прогулки, посещает ли школу и чему учится. Каспар не скрывал, что выходит из дому редко, так как чувствует боль в ногах, ответил и на остальные вопросы. Загадочные визитёры, закончив расспрашивать и читать, направились к дверям и спросили о небольшом строении, отдельно стоявшем во дворе. Каспар ответил им, что это уборная, затем ответил ещё на несколько вопросов. Когда же мальчик поинтересовался, откуда прибыли эти двое, то получил ответ, что они прибыли издалека и название места ему ничего не скажет, после чего ушли.
По горячим следам были предприняты меры к поимке преступников, собраны и допрошены все трубочисты города. Назначено судебное расследование, материалы допроса нескольких сотен свидетелей составили по разным оценкам 8 или 9 томов уголовного дела. Следствие велось достаточно энергично, руководил им непосредственно министр юстиции Баварии. Король баварский Людвиг I в специальном указе объявил о крупном денежном вознаграждении тому, кто сможет пролить свет на таинственное преступление, но все эти усилия оказались тщетными, злоумышленники не были найдены.

### В доме Иоганна Бибербаха. Случай с пистолетом

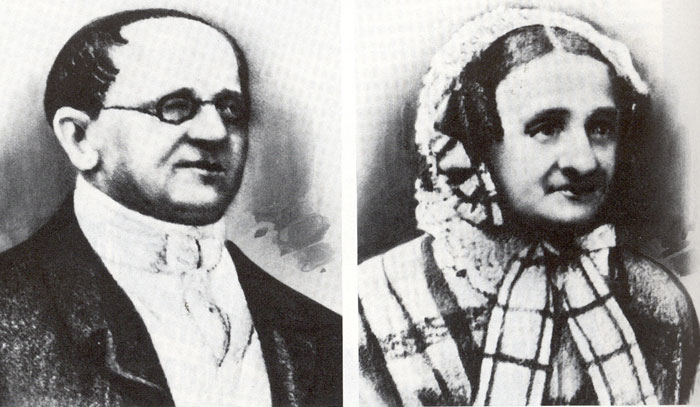
Иоганн Бибербах с женой

Какое-то время после покушения Каспар метался в лихорадке, но сумел выжить и даже по памяти нарисовать орудие убийства. Бургомистр Биндер, понимая, какой опасности подвергается найдёныш, приказал днём и ночью дежурить возле него двум полицейским. Отныне доступ к Хаузеру рядовых обывателей был ограничен, приезжим и иностранцам попасть к нему было практически невозможно, исключение делалось для представителей знати, но и в этом случае попасть к нему можно было лишь в сопровождении члена магистрата или офицера полиции. Однако небольшой дом Даумера не мог вместить такое количество людей, да и сам хозяин не отличался крепким здоровьем. Поэтому Каспара было решено перевести в дом муниципального главы Иоганна Бибербаха, находившийся в центре города и потому бывший на виду.
Барон фон Тухер в письме фон Фейербаху резко высказался против подобного выбора. Бибербах, человек сам по себе неплохой, был прежде всего коммерсантом, совершенно не годившимся на роль воспитателя. Его жена, весьма нервная и истеричная особа, на попечении которой оказался Каспар, также действовала на него угнетающе. Попытки фрау Бибербах сделать из найдёныша для себя приятного собеседника, призванного скрашивать ей жизнь, потерпели полное фиаско — мальчик оказался замкнутым и не расположенным к разговорам. Более того, будучи недоволен чем-либо, он не стеснялся высказывать это вслух, после чего фрау Бибербах принялась мстить ему, шпионя и донося мужу о малейших его провинностях, в глаза называя найдёныша лжецом и тупицей.
Каспара также попытались отправить учиться в гимназию, в один из старших классов, соответственно его возрасту. Это начинание закончилось полным провалом — основными предметами в гимназии были римская история и латынь, ничуть не привлекавшие Каспара, который, по его собственным словам, не собирался становиться священником. Жёсткая дисциплина, принятая в гимназии, угнетала его, общество одногодков, которым он казался слишком инфантильным и наивным, — отталкивало.
В марте 1830 года Каспара посетил лейтенант фон Пирх, и следом за ним известный в то время берлинский сатирик Сафир. Обоих привлекли высказывавшиеся в газетах догадки, что Каспар, быть может, был родом из Венгрии и поначалу плохо понимал немецкий, так как этот язык не был для него родным. Эксперимент неожиданно увенчался успехом, и оба уехали убеждённые в том, что Каспар в детстве слышал, хотя и забыл, венгерские слова и выражения, которые нянька употребляла бы, разговаривая с маленьким мальчиком. Однако на самого Каспара эти опыты произвели столь угнетающее впечатление, что их пришлось прервать из опасений за его здоровье.
Однажды с Каспаром случился более чем странный инцидент. Поднявшись на табуретку, чтобы достать с полки книгу, он потерял равновесие и, чтобы не упасть, схватился за выступ стенной панели. Однако вместо этого у него в руках оказался заряженный пистолет, висевший тут же на гвозде, и по неосторожности Каспар выстрелил в себя. Пуля оцарапала ему лоб, и вбежавшие немедленно в комнату полицейские обнаружили Каспара на полу без сознания с залитым кровью лицом. Происшествие это наделало много шума, причём мнения нюрнбержцев разделились. Если одни видели в этом новую попытку убить найдёныша, то другие с такой же уверенностью утверждали, что он выстрелил в себя сам, желая, таким образом, подогреть ажиотаж вокруг своей персоны.

### В доме фон Тухера. Лорд Стэнхоуп

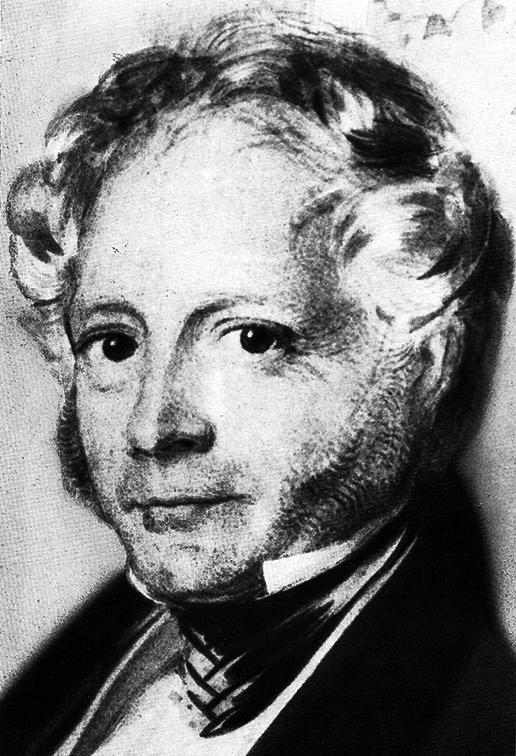
Барон Готлиб фон Тухер

Понимая, что мальчика тяготит дальнейшее пребывание в доме Бибербахов, друзья Каспара выхлопотали у городского совета разрешение временно поселить найдёныша в доме барона фон Тухера — одного из знатнейших жителей Нюрнберга. Фон Тухер, в то время ещё остававшийся холостяком, жил вместе с матерью. Она была женщиной педантичной и строгой, однако приняла своего нового жильца весьма приветливо. В это же время Каспар впервые встретился с лордом Стэнхоупом, английским аристократом, которому сторонники версии королевского происхождения найдёныша отводят роль главного злодея.
Филипп Генри, 4-й граф Стэнхоуп, племянник Уильяма Питта-младшего и единокровный брат авантюристки Эстер Стэнхоуп, был женат, имел детей и заседал в палате лордов вместе со своим дядей. Тем не менее репутация у него была далеко не лучшая. Молодой лорд, постоянно ездивший по Европе и показывавшийся в Англии лишь на короткое время, шокировал всю страну, подав в суд на собственного отца. Было неясно, откуда он брал деньги, которые щедро тратил. Позднее оказалось, что лорд был связан с некоей миссией, призванной распространять христианство в языческих землях, но, как выяснилось, пользовался немалыми пожертвованиями прихожан. По утверждению Элизабет Эванс, лорд Стэнхоуп прежде всего заехал в Карлсруэ, где имел тайный разговор с герцогом и его людьми, затем с помпой появился в Нюрнберге. Точная его цель оставалась неясной, однако известно, что он отдал своему банкиру приказ выяснить всё, что можно, о Каспаре Хаузере. Делалось это втайне, внешне интереса к найдёнышу лорд не проявлял.
Год спустя, 31 мая 1831 года, он вновь появился в Нюрнберге, на сей раз не скрывая своей цели «усыновить Каспара и забрать его с собой в свой замок в Кенте». Ловкому англичанину ничего не стоило втереться в доверие к мальчику и вскружить тому голову рассказами о «высоком положении», которое у него отобрали, при том, что справедливость должна быть обязательно восстановлена. Каспар легко поддался на лесть, и их стали постоянно видеть вместе, держащими друг друга за руки, причём лорд прилюдно обнимал и целовал мальчика, возбудив тем самым в городе сплетни о «неестественном характере» их отношений. Фон Тухер и Даумер были возмущены этими «мартышкиными нежностями», но время было уже упущено. Лорд принялся хлопотать перед городским советом о передаче Каспара под его опеку. Получив от Биндера ответ, что опекуну следует доказать свою платёжеспособность, он уехал в Мюнхен, затем в Инсбрук (солгав Каспару, что едет в Англию) и вернулся с векселями на очень крупные суммы, выданными почему-то германскими торговыми домами. В это время Каролина, графиня Альберсдорфская, не преминула объявить прилюдно, что Стэнхоуп служит орудием кого-то неизвестного, желающего оторвать Каспара от его друзей, чтобы затем окончательно разделаться с мальчиком. Это вызвало новую волну пересудов, но лорда всё же не остановило.
В июле 1831 года фон Тухер вместе с Каспаром и полицейским офицером по имени Хикель предприняли поездку в Венгрию, стремясь там попытаться разыскать родителей Каспара. Поездка ничего не дала, так как найдёныш не узнал ничего и не понимал местных наречий. В октябре того же года один венгерский аристократ с сыном сам посетил Каспара, возможно, пытаясь проверить некую фамильную историю или доверенную ему тайну. Так или иначе, Каспар якобы вспомнил, что в детстве отзывался на имя Иштван, да и некоторые венгерские слова показались ему знакомыми, но большего добиться не удалось. Зато лорд Стэнхоуп, с готовностью ухватившись за эту гипотезу, отныне рассказывал всем, кто желал его слушать, что Каспар является на самом деле венгерским аристократом. В ноябре того же года лорд отправился в Ансбах, в гости к фон Фейербаху, передав Каспару золотые часы, кольцо и цепочку, а также 500 гульденов наличными. Фон Тухер разрешил Каспару оставить у себя подарки, но деньги забрал, мотивируя это тем, что найдёныш был слишком молод, чтобы распоряжаться столь крупной суммой. Из-за этих денег Каспар впервые рассорился со своим опекуном, требуя, чтобы с ним перестали обращаться как с младенцем. Фон Тухер, понимая, что найдёнышу вскружила голову лесть (а Каспар в это время стал заговаривать о том, как ему следует относиться к «подданным», когда он вернёт себе имя и звание) написал Стэнхоупу отчаянное письмо, умоляя того оставить Каспара в покое. Никакого результата это не возымело.

### Ансбах. Последние годы

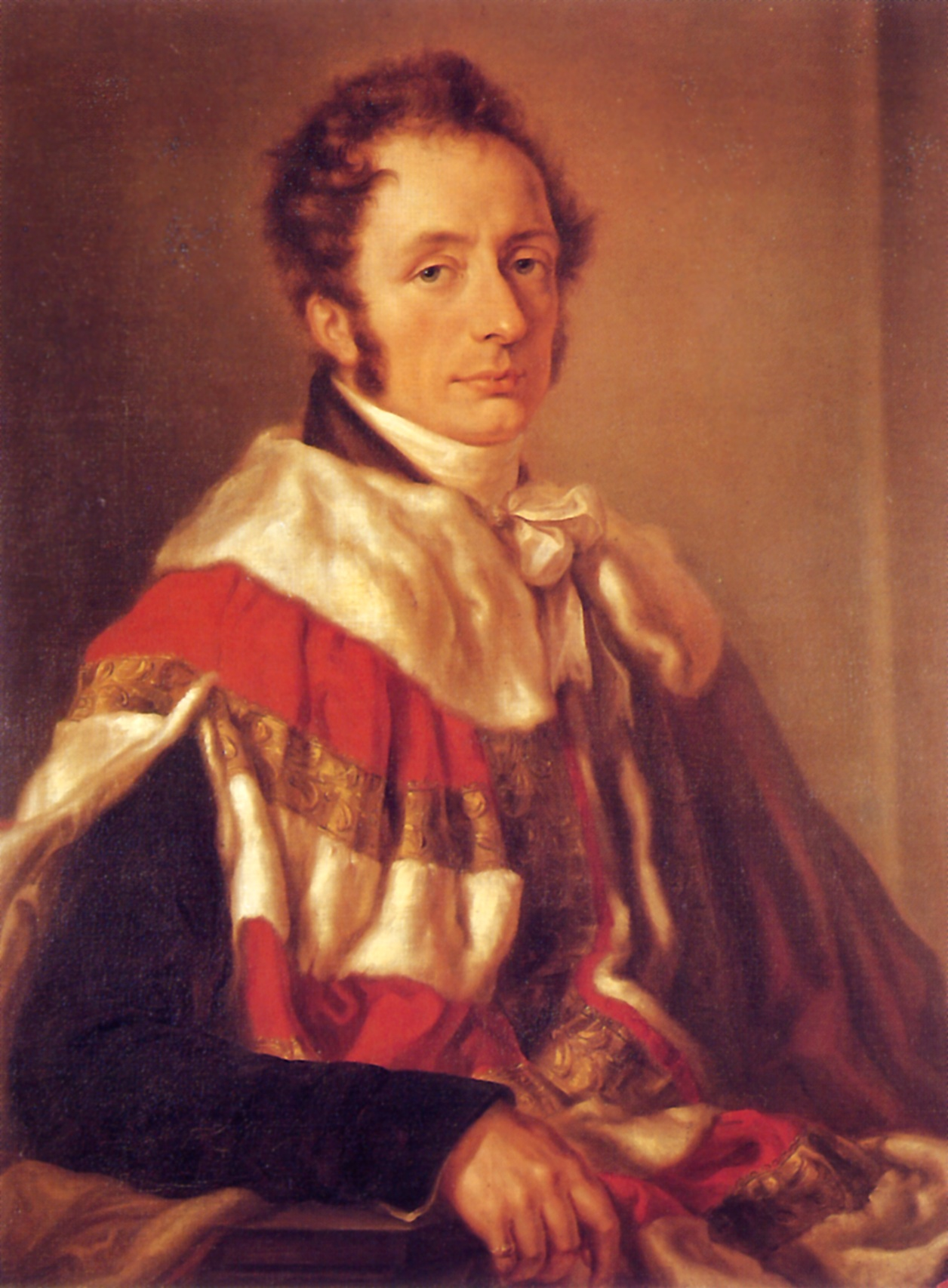
Филипп Генри, лорд Стэнхоуп. Легенда делает его пособником герцога Баденского Людвига, «узурпировавшего» принадлежавший Каспару престол.

21 ноября 1831 года лорд Стэнхоуп официально потребовал передачи ему опекунства над Каспаром, обещая дать тому достойное образование и воспитание, а до принятия окончательного решения перевести Каспара в дом Биндера. Попытки фон Тухера и фон Фейербаха собрать деньги по подписке в фонд Каспара Хаузера и, таким образом, обеспечить его будущее успеха не имели. Сам Каспар 24 ноября поддержал просьбу лорда, уверяя, что английский аристократ будет ему отцом; он же сам не желает больше вынуждать город Нюрнберг тратиться на его содержание. В это время Каспар окончательно разорвал всяческие отношения с фон Тухером, пожелавшим отдать его в обучение к переплётчику. Подобного будущего Каспар не желал для себя никоим образом.
26 ноября городской совет принял предварительное решение удовлетворить ходатайство лорда. 29 ноября это было закреплено на бумаге и, наконец, 7 декабря фон Тухер был официально освобождён от обязанностей опекуна, но с передачей дел Биндер медлил вплоть до 26 декабря.
10 декабря лорд Стэнхоуп вместе со своим воспитанником, которому была обещана поездка в Италию и Англию, покинул Нюрнберг и перевёз Каспара в Ансбах под тем предлогом, что в этом городе найдёныш будет в большей безопасности. Здесь его поселили в доме школьного учителя Иоганна Георга Мейера. Мейер, которому было тогда 32 года, ворчун и педант, типичный воспитанник старой школы, полагал, что «наказание лишним не бывает», и изводил Каспара мелкими придирками. Доподлинно неизвестно, что заставило его самого и полицейского Хикеля относиться к Каспару недружественно и предвзято. Современные исследователи полагают, что виной тому было убеждение, что мальчик «испорчен» всеобщим вниманием, и желание как можно скорее «выбить из него дурь». Позднее[когда?] сам Мейер признавался, что вести себя можно было и помягче, но тут же замечал, что если Каспар не лгал, то хуже ему от лишнего выговора бы не было, а если лгал, то заслужил его в полной мере. Положение осложнялось тем, что 19 февраля 1832 года фрау Бибербах прислала жене Мейера письмо, полное кляуз, в котором именовала Каспара «лжецом, лицемером и змеёй, пригретой на груди», и мальчику пришлось снова жить в атмосфере недоверия и выговоров, с которой ему уже пришлось столкнуться у Бибербахов. Для охраны Каспара в Ансбахе был назначен отставной солдат, который должен был раз в день посещать дом, чтобы убедиться, что с найдёнышем всё в порядке, и сопровождать его во время прогулок.
Впрочем, в Ансбахе жил фон Фейербах, постаревший, но столь же внимательно следивший за судьбой своего приятеля. Немецкие газеты подняли шумиху вокруг этого переезда, требуя забрать Каспара у «английского вертопраха». Так или иначе, Стэнхоуп заторопился прочь, объявив Каспару, что неотложные дела требуют его отъезда, однако через несколько месяцев лейтенант Хикель доставит Каспара в Англию, которая станет для него новой родиной.
Его отъезд ознаменовался ещё одним загадочным инцидентом. Лорд потребовал у Каспара его дневник, который мальчик вёл со времени проживания у Даумеров. Каспар отказался, заявив, что это его личное дело. Попытки настоять ни к чему не привели, и в отсутствие мальчика Хикель, Мейер и сам лорд обыскали его комнату, но ничего не нашли. Когда к Каспару подступили с расспросами, он объявил, что сжёг дневник. Так это или нет — неизвестно, дневник с тех пор считается пропавшим. К этому времени лорд окончательно охладел к своему «приёмному сыну», хотя публично выказывал к нему самую горячую любовь. Лорд Стэнхоуп уехал 28 января 1832 года и прислал Каспару несколько сентиментальных и чувствительных писем, с описанием своих дорожных впечатлений, но сам так и не вернулся в Ансбах.
Между тем, поиски родителей Каспара продолжались. Хикель, предположительно на деньги Стэнхоупа, 19 февраля 1832 года съездил в Венгрию, чтобы расспросить мадам Дальбон, не является ли Каспар её незаконным сыном от пастора Мюллера, а также посетить все те места, имена которых показались Каспару смутно знакомыми. Поездка закончилась ничем. В это время Каспар, тяготившийся постоянным надзором, стал добиваться для себя разрешения ходить по городу самостоятельно. Опекуны не возражали, согласился и фон Фейербах, также решивший, что опасность миновала, так как Каспар в любом случае вскоре покинет страну. Единственным условием для Каспара было то, что он должен был ходить только по людным улицам.

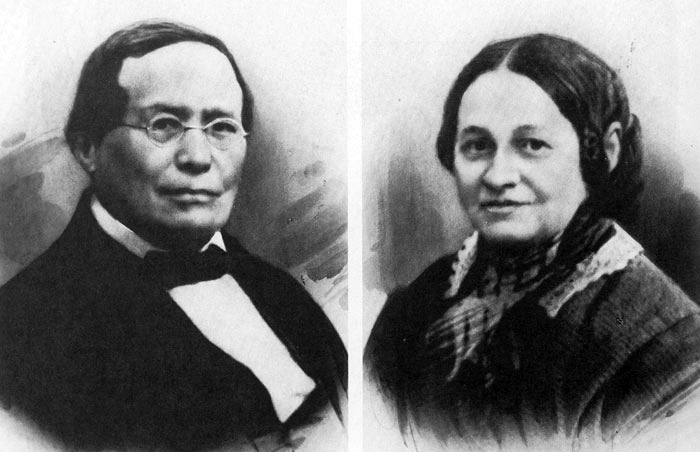
Иоганн Георг Мейер с женой — последние опекуны Каспара

В это время всё упорней становился неизвестно кем пущенный слух, что Каспар на самом деле является наследным принцем Бадена (официально — умершим в колыбели в 1812 году). В марте 1832 года фон Фейербах предпринял поездку в Мюнхен, где беседовал с королевой Баварии Каролиной, и начал своё знаменитое расследование, ставшее затем основой для его книги о Каспаре, наделавшей много шума. Стэнхоуп в апреле того же года написал фон Фейербаху, что по-прежнему уверен в венгерском происхождении Каспара, но уже в мае неожиданно стал утверждать, что никаких следов его в Венгрии не найдено, и Каспар — самозванец. После этого он резко прервал переписку как с фон Фейербахом, так и с самим Каспаром, который продолжал ждать своего «приёмного отца». В октябре 1832 года мальчик стал готовиться к конфирмации под наблюдением пастора Фурмана, ставшего ему добрым другом, в то время как отношения с Хикелем и Мейером испортились окончательно. Очевидцы вспоминают об их безобразных ссорах, во время которых Каспар в запальчивости кричал, что скорее умрёт, чем останется в этом доме, на что Хикель с готовностью соглашался, обещая написать на его надгробии «Здесь лежит Каспар Хаузер — самозванец». Вполне возможно, что лорд поддерживал переписку с Хикелем, несколько более осведомлённым о его планах, чем Мейер. Через некоторое время Каспару стало известно, что его собираются передать под опеку Хикеля. Каспар немедленно этому воспротивился, заявив Мейеру: «Я знаю о нём куда больше вашего». Поэтому план этот никогда не был воплощён в жизнь. 29 декабря Хикель получил ещё одно письмо, в котором лорд сообщал, что уже окончательно разочаровался в Каспаре, и вся его история (кроме заключения) — выдумка от начала и до конца. То же самое он подтвердил в своём втором послании, датированном 30 марта 1833 года.
Фон Фейербах в то время продолжал поиски, передав офицеру полиции Эберхардту портрет Каспара и прядь его волос, чтобы определить, не был ли Каспар ребёнком, родившимся у герра фон Гутенбера, священника, и фройляйн Кинингшайм. В январе нового 1833 года Каспар и сам в сопровождении Хикеля отправился в Готу (Тюрингия) к своей предполагаемой матери. Поездка, как и все прочие, окончилась ничем. Ребёнок, о котором шла речь, родился с заячьей губой, рано умер и был похоронен с соблюдением всех формальностей.
Мейер и Хикель тем временем постановили определить Каспара переписчиком бумаг в ансбахский апелляционный суд — назначение, которое он принял с согласием. Работа занимала у него несколько часов в день, остальное время он продолжал брать уроки у Мейера, который по-прежнему раздражался, что его подопечный не делает быстрых успехов. Кроме того, четыре раза в неделю к Каспару ходил учитель латинского языка. 20 мая 1833 года он прошёл конфирмацию, вызвав тем самым недовольство Стэнхоупа, который, сам принадлежав к англиканской церкви, почему-то требовал от Хикеля сделать Каспара католиком.

### Убийство

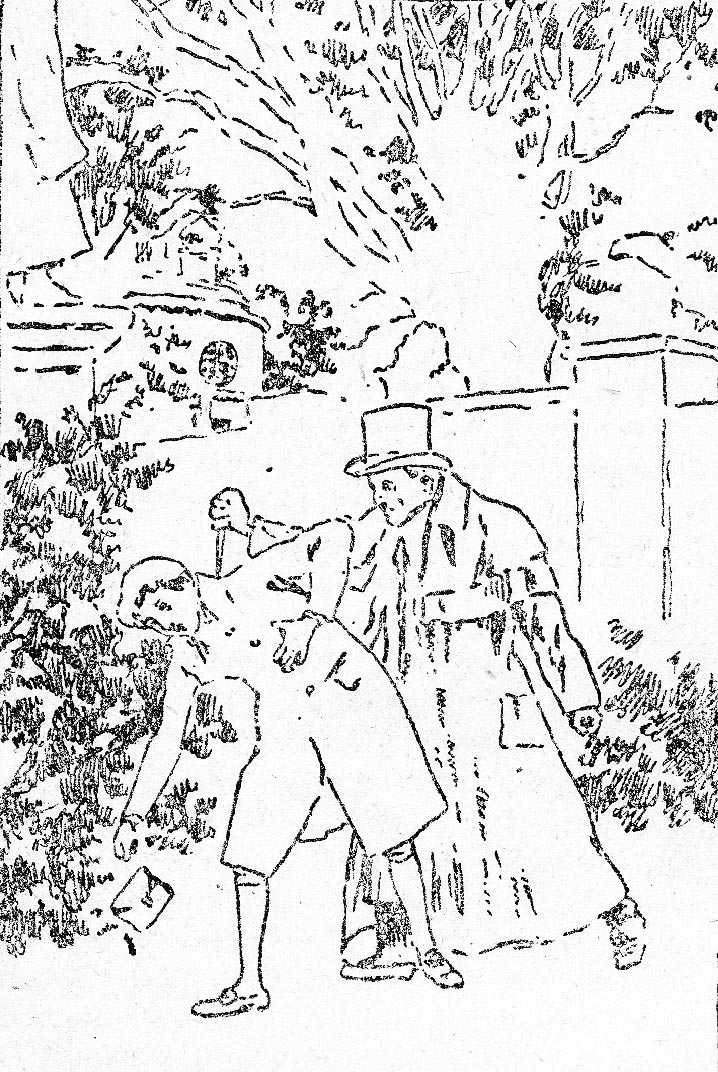
Убийство Каспара Хаузера в саду Ансбаха. По одной из версий, убийца инсценировал падение кошелька

29 мая 1833 года фон Фейербах, уже некоторое время назад разбитый параличом, скончался. Молва немедленно приписала его смерть отравлению — это сделали якобы заговорщики, так как он слишком близко подошёл к разгадке тайны. Сам фон Фейербах держался подобного мнения. Правая рука у него уже не могла работать, потому на листе бумаги он с трудом вывел левой «Мне что-то подсыпали». Записка эта осталась в семье Фейербахов и была утрачена внуком криминалиста. Врачи действительно были сбиты с толку течением болезни фон Фейербаха, которую могли описать лишь как «имевшую нервный характер». Трижды казалось, что полицай-президенту становится лучше, он становился весел и строил планы. И всякий раз его состояние вновь резко ухудшалось. Сам Каспар был глубоко поражён известием о его смерти.
29 сентября 1833 года Каспару Хаузеру предположительно исполнился 21 год. После своего дня рождения он совершил поездку в Нюрнберг, где встретился с Биндером и Даумером и был представлен королеве Каролине и её сыну, королю Людвигу. После возвращения в Ансбах жизнь его пошла по-прежнему — уроки у Мейера, уроки латыни, занятия с пастором и, наконец, работа в суде. Изменилось только одно — Каспар взял за привычку гулять в городском парке, что раньше ему запрещалось. Опекуны не препятствовали ему. Элизабет Эванс предполагает, что уже к этому времени с ним свели знакомство агент или агенты заговорщиков, готовившие его убийство. Чтобы вырваться из Ансбаха, Каспар был готов на всё и так же охотно был готов пойти, куда угодно, чтобы узнать правду о своём прошлом.
В октябре 1833 года лорд Стэнхоуп, наконец-то, объявил о своём возвращении в Ансбах и попросил найти для него гостиницу, однако не приехал. В ноябре он вновь написал, что собирается в гости, на сей раз в сопровождении жены и дочери, и вновь обещания не сдержал. Он продолжал путешествовать — письма приходили из Англии, из самой Германии, наконец, 26 ноября он посетил Карлсруэ, где вновь говорил о чём-то за закрытыми дверями с предполагаемыми заговорщиками.
В декабре Каспар вдруг стал скрытным, молчаливым. Известна одна малопонятная история, которая произошла с ним в доме Мейера. Педантичный учитель, заметив, что из-под двери комнаты, где жил его подопечный, в поздний час пробивается свет, подошёл и постучал, требуя, чтобы его впустили. За дверью было тихо. Мейер долго стучал кулаками и ногами, потом выбежал во двор, чтобы заглянуть в окно, но в тот же момент свет погас. Вернувшись в дом, разъярённый учитель вновь колотил кулаками и ногами, безуспешно пытался высадить дверь и, наконец, сдался. На следующее утро Каспар уверял его, будто спал и ничего не слышал, но принять эту версию, конечно же, не представляется возможным.

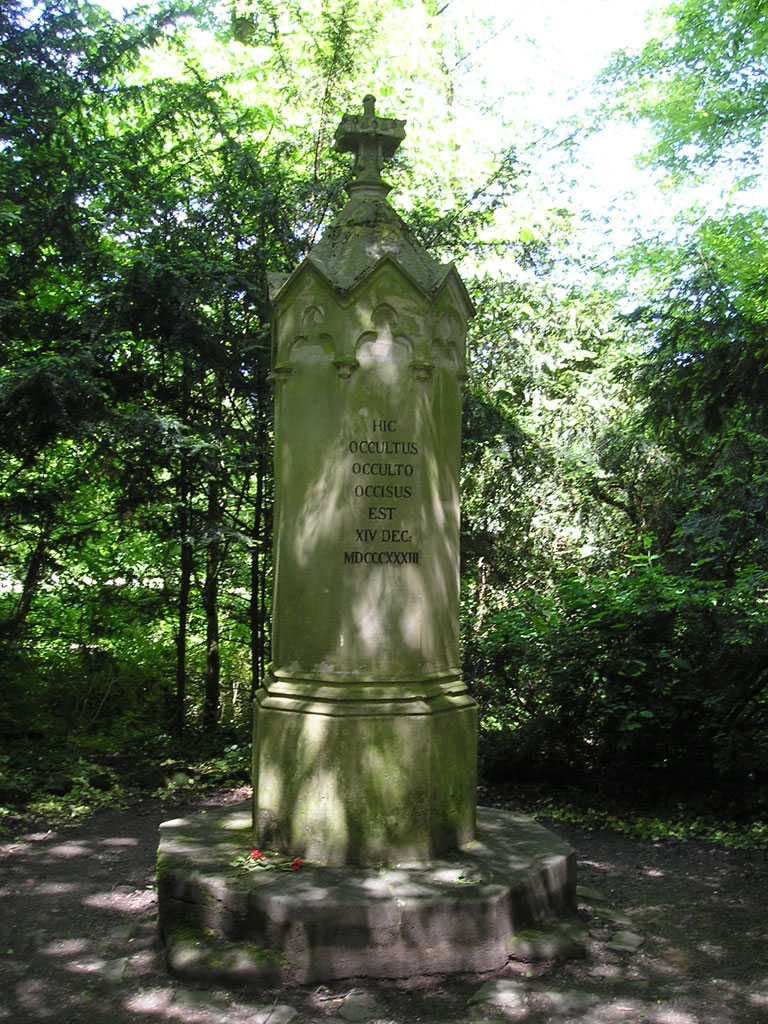
Памятный камень Каспару Хаузеру на месте нанесения смертельной раны

В начале декабря Хикель уехал из города «по делам». 11 декабря Каспар навестил его жену и во время визита обронил мимоходом, что один «знакомый» приглашает его в городской парк посмотреть, как будут копать артезианский колодец. Фрау Хикель посоветовала ему не ходить, а вместо этого посетить бал, который должен был состояться в ближайшие дни. Каспар последовал её совету и был на балу, где танцевал и отдавался веселью со всей присущей ему непосредственностью.
14 декабря 1833 года Каспар до полудня работал в суде, затем отправился к пастору Фурману, чтобы помочь ему изготовить несколько упаковок для рождественских подарков. Закончив работу, в сопровождении пастора он покинул дом, но на полпути извинился, заявив, что ему нужно зайти к «юной фройляйн», живущей по соседству, однако вместо того в три часа дня направился прямиком в городской парк, где неизвестный, отведя его в укромное место под предлогом передачи некоего важного документа, ударил его в грудь длинным ножом. Позднее Мейером было пущено мнение, что «Хаузер сам нанёс себе рану, чтобы снова вызвать к себе внимание». Более того, когда Каспар в этот субботний день около четырёх часов пришёл, шатаясь, к Мейеру, тот не поверил его рассказу.
Он схватил Каспара, получившего, как выяснилось позже, четыре смертельных ранения, и заставил вернуться в городской сад (по другой версии, Каспар сам попросил Мейера побывать на месте преступления, чтобы рассказать ему о произошедшем в деталях, но малодушный профессор пытался уклониться от этой миссии). Всю дорогу Мейер выговаривал смертельно раненному Каспару за ослушание и «авантюризм». Удивительным выражением жизненной силы, превозмогающей смерть, является то, что Каспар Хаузер ещё смог осилить большую часть пути, прежде чем ноги его подкосились. Его пришлось доставить обратно в дом Мейера, где к Каспару, спустя некоторое время, вернулось сознание. Он рассказал, что к нему обратился человек в чёрном пальто с пелериной, в цилиндре, с усами и бакенбардами: «Не вы ли Каспар Хаузер?» Услышав ответ, незнакомец потребовал от Каспара обещания, что тот никому не расскажет о том, что ему предстоит узнать. Получив желаемый ответ от заинтригованного юноши, незнакомец вручил ему кошелёк с пурпурными кистями, тут же упавший на землю. Каспар, нагнувшийся за кошельком, немедленно получил удар ножом в бок, а незнакомец скрылся.
Мейер счёл рассказ Каспара выдумкой. К его мнению присоединился и Хикель. Призванные доктора поначалу не посчитали рану серьёзной, однако состояние Каспара постепенно ухудшалось, а члены магистрата едва ли не до самой смерти мучали его расспросами в надежде получить ключ к расследованию преступления. Пастор Фурман горячо убеждал своего подопечного облегчить себе душу обнародованием гнетущей его тайны. Слабеющий Каспар всем им отвечал, что наибольшую горечь вызывало недоверие к нему, как если бы он был обычным проходимцем: «О, Боже мой, погибнуть, окружённым позором и презрением». 17 декабря в 10 часов вечера он умер. Одними из последних его слов были: «за этой мышью охотится слишком много котов…», «мама, мама, приди!», «дама… светская дама… да помилует её Господь!», и «я устал, очень устал, а путь ещё долгий…» На месте, где Хаузеру была нанесена смертельная рана, воздвигнут памятный камень со словами: «Здесь один неизвестный был убит другим неизвестным» (лат. Hic occulto occultus occisus est).

### Последующие события

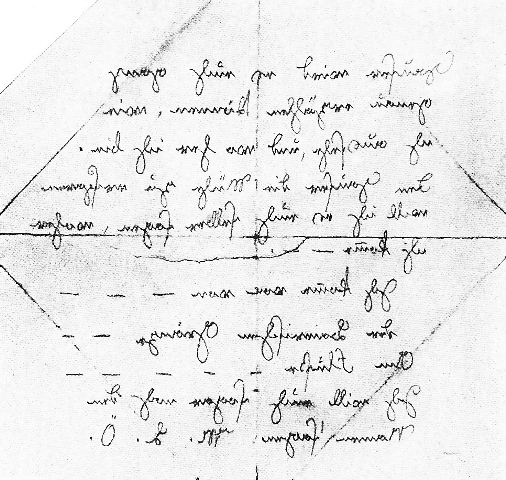
Письмо, найденное на месте убийства

Возможно, потому что убийство произошло в базарный день, и никого из полицейских не было на посту, а возможно, что из-за упорного недоверия Мейера, никто не поднял тревоги, и время оказалось безвозвратно упущено. На следующий же день хлынул дождь, окончательно смывший всякие следы. В талом снегу остался лежать только выпавший из рук Каспара шёлковый кошелёк пурпурного цвета, в котором нашлась записка, изготовленная таким образом, что прочесть её можно было только в зеркальном отражении. Текст её гласил следующее:

Хаузер вам сможет точно описать
как я выгляжу
и откуда я взялся.
чтобы не утруждать Хаузера,
я вам сам скажу что
я появился_ _
я появился с с_ _
баварской границы _ _
на реке _ _
я вам даже
имя скажу: М. Л. О.
Оригинальный текст (нем.)
Hauser wird es euch ganz
genau erzählen können, wie
ich aussehe, und wo her ich bin.
Den Hauser die Mühe zu ersparen
will ich es euch selber sagen, woher
ich komme _ _
Ich komme von von _ _ _
der Baierischen Gränze _ _
Am Fluße _ _ _ _ _
Ich will euch sogar noch den
Namen sagen: M. L. Ö

Позднее полицейские всё же взялись за дело, но убийцу так и не нашли. Посмертное вскрытие, выполненное докторами Альбертом, Хорлахером и Хейденрайхом, показало, что рана была нанесена Каспару, по всей вероятности, длинным ножом. Нож пробил сердечную сумку и ушёл вправо почти до брюшной полости. Таким образом, ни о какой «ране для привлечения к себе внимания» не могло быть и речи. В вопросе, могло ли это быть самоубийство, доктора не смогли сойтись между собой. Доктор Альберт категорически отрицал подобную возможность, в то время как доктор Хорлахер допускал её при условии, что Каспар при жизни был левшой и отличался недюжинной силой. Мейер, немедленно подхвативший версию самоубийства, стал утверждать, что Каспар прекрасно владел левой рукой, а для того чтобы вонзить в себя нож, упёр его рукояткой в ближайшее дерево. Доктор Альберт возражал ему, что Каспар в последние дни своей жизни отнюдь не выказывал уныния или печали, а наоборот — танцевал на балу, строил планы на будущее и собирался записаться в полк. Третий врач — доктор Хейденрайх — предпочёл не распространяться о своих выводах, и его мемуар долгое время оставался неопубликованным. В конечном итоге оказалось, что Хейденрайх не смог окончательно остановиться ни на одном из предположений.
Вскрытие выявило множество интересных фактов, но в какой-то мере сделало загадку Каспара Хаузера ещё более непроницаемой. Так, оказалось, что мозг его имел чрезвычайно малые размеры, как будто нормальное развитие младенца было искусственно остановлено. Лёгкие также были малы, а печень, наоборот, значительно увеличена, что подтверждало, что ребёнок долгие годы находился почти постоянно в сидячем положении. Однако самым значительным был вывод, что Каспар был помещён в заключение отнюдь не с рождения (хотя и раньше семи лет), а, вероятней всего, в три или четыре года.

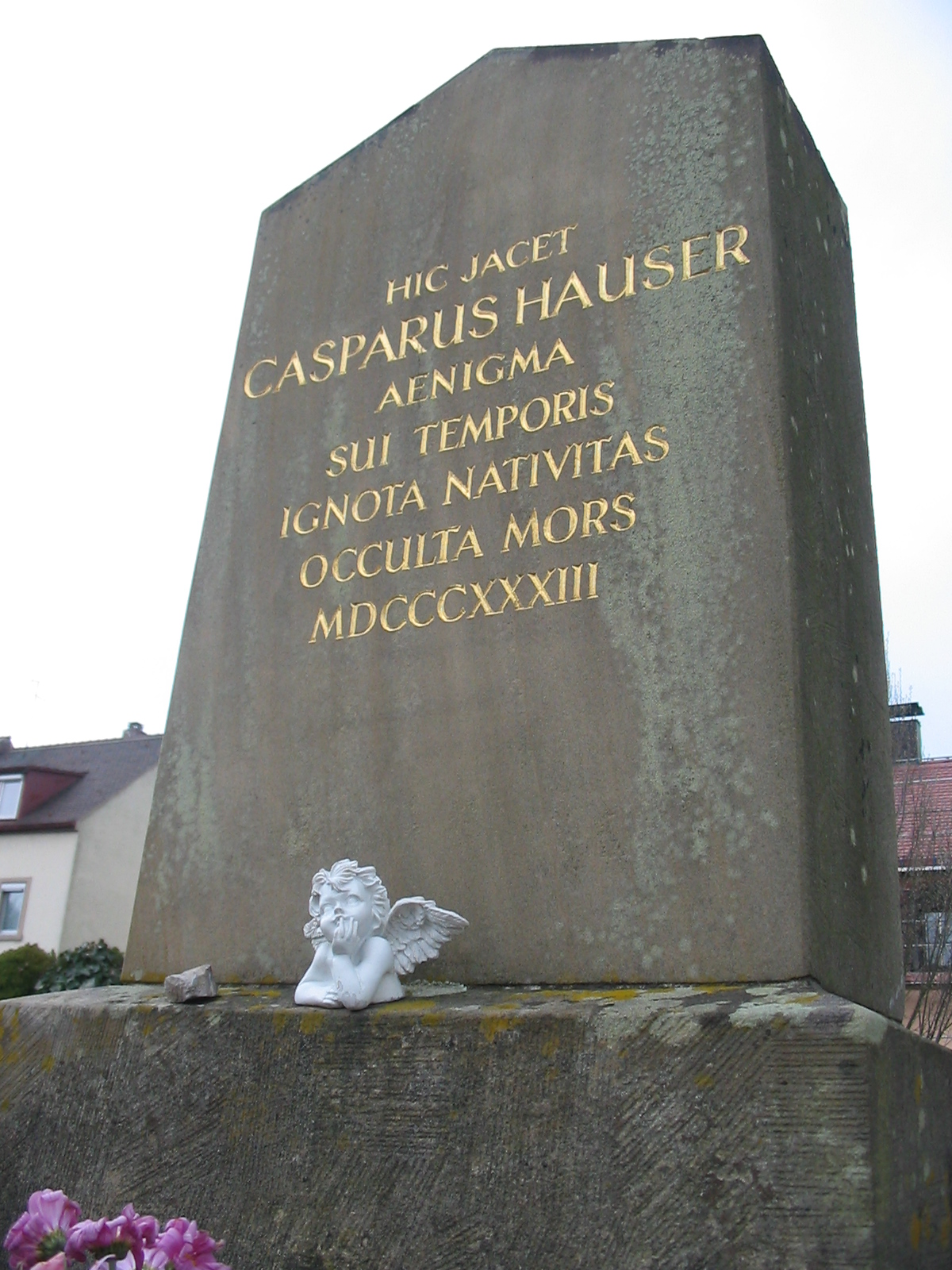
Могильный камень на городском кладбище Ансбаха. Перевод надписи: «Здесь лежит Каспар Хаузер — загадка своего времени: неизвестное происхождение, загадочная смерть 1833» (Hic jacet / Casparus Hauser / Aenigma / sui temporis / ignota nativitas / occulta mors / MDCCCXXXIII)

Каспара Хаузера похоронили 28 декабря при огромном стечении народа. Церемонией руководил пастор Фурман. Хикель, незадолго до того вернувшийся в город, привлёк всеобщее внимание тем, что громко рыдал во время похорон. Мейер упорно утверждал любому, кто желал его слушать, что Каспар покончил с собой. Но куда непонятней оказалось поведение лорда Стэнхоупа, пославшего Каспару письмо из Мюнхена, датированное 16 декабря (по мнению Эванс — дата не соответствовала действительности). В письме лорд извинялся, что не может приехать, так как неотложные дела призывают его на родину. Совершенно непонятно, что заставило его делать вид, будто он не знает о смерти Каспара, в то время как всей Германии уже было известно об этом событии. Позднее, вызванный в Мюнхен, он пытался уверить королеву Каролину, что ничего не знал об убийстве (в то время как народная молва утверждала, что его видели неподалёку от Ансбаха). Королева дала ему понять, что считает его прямо или косвенно виновным в произошедшем, но никаких мер принято не было, и лорд отбыл восвояси.
В это же время была организована комиссия по расследованию убийства. Первоначально утверждалось, что никакого незнакомца не существовало, кошелёк принадлежал самому Каспару, и записка была также написана им. Однако король Людвиг Баварский держался иного мнения и объявил награду в 10 тысяч гульденов (целое состояние по тем временам) за поимку убийцы. После этого разыскные действия всё же начались. Было доказано, что кошелёк не принадлежит Каспару, и почерк на записке, по-видимому, не совпадает с его почерком. Каспар перед смертью успел описать нападавшего — тому было лет сорок, он был около 1 м 80 см роста, носил чёрную остроконечную шляпу и синий плащ, ниспадавший до колен. Краем плаща незнакомец прикрывал лицо.
Хозяин гостиницы «Gasthaus zum Falken» показал, что похожий человек остановился у него за день до убийства. Ему было по виду лет 30—40, незнакомец был смугл, черноволос, носил чёрную бороду, лицо у него было сплошь изрыто оспинами. Одежда, впрочем, была другой. Её составляла зелёная куртка, чёрный галстук, серые брюки и сапоги на высоких каблуках со шпорами, из чего хозяин заключил, что незнакомец прибыл верхом. Однако, уходя, он надел именно чёрную шляпу и синий плащ. Хозяин припомнил, что человек этот сидел в одиночестве в общем зале, полном других приезжих, а на вопрос, откуда он приехал, ответил, что путь ещё долгий, а погода мерзкая. Речь, по мнению хозяина, выдавала в нём образованного человека. Кроме того, в день убийства школьный учитель по имени Зейц также видел незнакомца в королевском парке, медленно уходившего от него прочь по другой тропе.
Около двух часов пополудни тот же незнакомец наведался в гостиницу «Циркель», где осведомился, когда отправляется почтовый дилижанс на Нордлинген, и получил ответ, что он может выехать на этом дилижансе через час, если покончит к этому времени со своими делами. Ни имени, ни адреса своего незнакомец не назвал и вскоре ушёл. Около трёх часов дня чернорабочий по фамилии Лайх увидел в парке незнакомца в сопровождении Каспара Хаузера, которого знал в лицо. Они вышли через калитку, причём Каспар двигался первым, а незнакомец шёл сзади. Всего незнакомца видели семь человек. Таким образом, было подтверждено, что он существовал на самом деле, однако разгадку это не приблизило.
Тогда же в венских газетах появилось «письмо Каспара Хаузера», якобы отправленное одному из австрийских друзей, в котором излагалась следующая версия. 14 декабря около полудня Каспар возвращался домой после работы, когда его остановил некий незнакомец, предложив пройти вместе с ним в парк, чтобы там, вдали от чужих глаз, передать ему нечто очень важное. Каспар спросил, о чём идёт речь, и получил ответ, что сможет узнать правду о своём происхождении. Каспар якобы попросил перенести встречу на более позднее время, так как его ждали к обеду, и незнакомец согласился увидеться с ним в три часа дня.
Позднее доставленный в полицию юноша, продавший эту новость газетчикам, признался, что письмо написал сам, основываясь на разговорах и документах, полученных им из разных мест. Сам Каспар уверял, что незнакомец предложил ему посмотреть, как копают артезианский колодец. Фрау Хикель подтвердила, что подобное же предложение Каспар уже получал несколькими днями ранее.

## Версия о королевском происхождении

### Расследование фон Фейербаха

#### Мемуар о Каспаре Хаузере

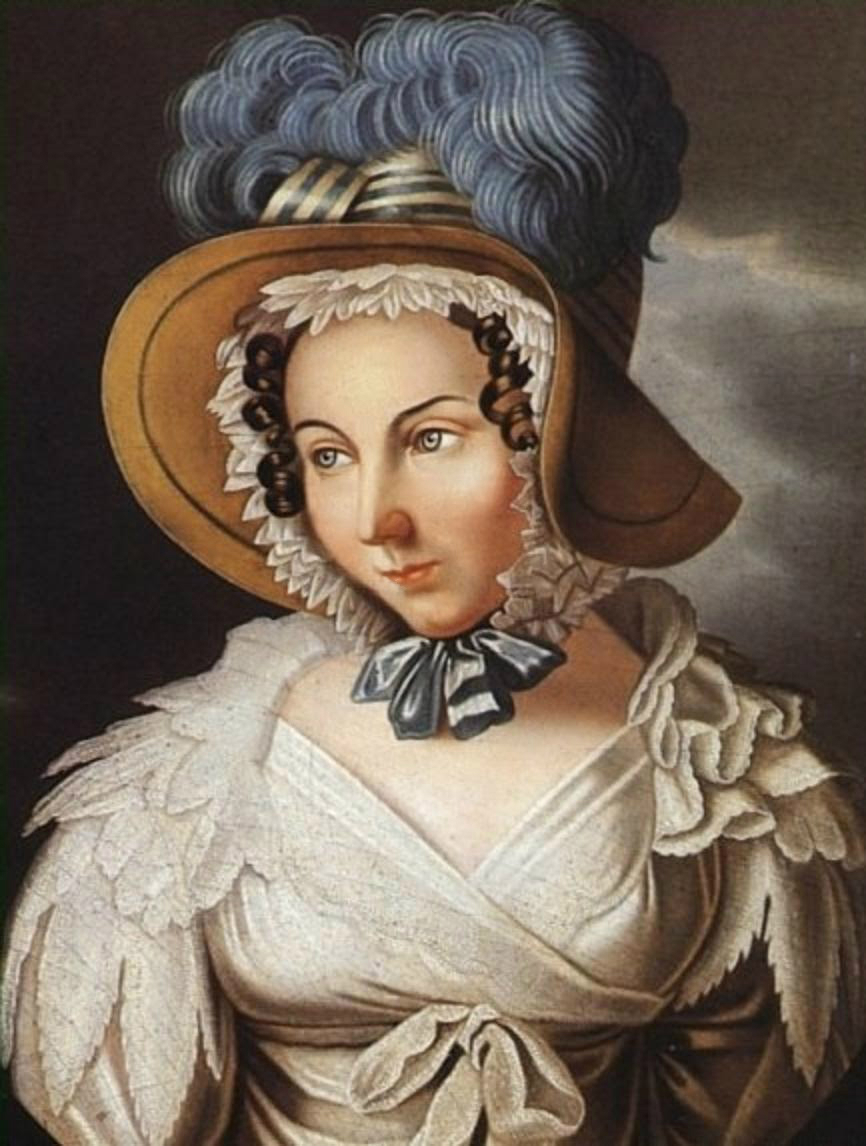
Стефания Богарне, великая герцогиня Баденская. Предполагаемая мать Каспара

Книга фон Фейербаха о Каспаре Хаузере была направлена в качестве подарка вдовствующей королеве Каролине Баварской 27 января 1832 года. Приложенное к ней письмо отмечало, что история найдёныша во многом напоминает историю другого известного узника — Железной маски, и слишком многое позволяет подозревать, что он был по рождению сыном короля. Расследование этого вопроса было проведено фон Фейербахом, профессиональным криминалистом и судьёй, в частном порядке. Королева настаивала на том, чтобы ей были направлены результаты, что и было сделано в феврале того же года. Пакет документов под общим названием «Мемуар о Каспаре Хаузере» был доставлен полицейским лейтенантом Хикелем, бывшим опекуном Каспара в Ансбахе. Содержание этого документа затем долгое время сохранялось в секрете, и лишь через 19 лет после смерти отца философ Людвиг фон Фейербах впервые предал его гласности. Издание было возобновлено в 1859, 1889 и, наконец, 1892 годах, причём брошюра выходила без имени издателя. Однако это его не спасло — полиция обязала издателя остановить продажу. Покров секретности был окончательно снят, когда вопрос потерял политическое значение.
1. Начиная расследование, фон Фейербах отталкивался от допущения, что рассказ Каспара о своём многолетнем заключении был без сомнения правдив, а это значит, что его отец и мать, кто бы они ни были, состояли в законном браке. Действительно, для того чтобы избавиться от плода незаконной связи, не стоило применять столь сложную тактику. Богатые и знатные родители с давних пор отдавали подобных детей на воспитание, а беднякам было проще подкинуть или убить младенца. Кроме того, незаконнорождённый, не имевший права ни на деньги, ни на титул, не был опасен, и тем более становилось непонятным, ради чего нужно было на много лет запирать мальчика в подобие тюрьмы и уж тем более прятаться, чтобы он не видел, кто приносит ему пищу[комм. 22][95].
2. Преступник или преступники были людьми весьма высокого ранга. Покушение на его жизнь в доме Даумера было проведено совершенно открыто, средь бела дня, нападавших видело несколько человек. Но в то же время трёхлетнее расследование этого покушения, к которому были привлечены лучшие полицейские силы всего Германского союза, а также полиция других стран, ничего не дало. Улики как будто растворились в воздухе. Огромное вознаграждение в тысячу флоринов для любого, кто мог бы навести полицию на след преступников, не было никем востребовано. Подобное можно было объяснить только тем, что в сокрытии его были заинтересованы люди очень высокого ранга, способные с помощью угроз или подкупа заставить свидетелей замолчать и подкупить нечистых на руку полицейских чинов, чтобы улики исчезли без следа[96].
3. Отсюда представляется несомненным, что персона Каспара Хаузера была средоточием интересов очень влиятельных личностей, а его жизнь или смерть имела серьёзное политическое значение. По законам Баварии той эпохи пойманному убийце грозил бы эшафот. Кто и ради чего стал бы рисковать головой ради того, чтобы разделаться с ребёнком, которого содержали из милости? Отсюда, по мнению фон Фейербаха, следовал вывод, что на карту была поставлена жизнь, смерть или политическое влияние личностей столь высокого положения, что мальчика нужно было убрать с дороги любой ценой[комм. 23][97].
4. Вряд ли преступник или преступники могли руководствоваться соображениями ненависти или мести новорождённому младенцу. Скорее всего, речь шла именно о личной выгоде. Каспара следовало убрать с дороги, чтобы некто другой смог занять его место и пользоваться властью и богатством, по праву принадлежавшим жертве. В таком случае несомненным становился и мотив убийства — некто желал и далее пользоваться незаконно присвоенными правами[98].
5. Каспар несомненно принадлежал к очень высокопоставленной семье, скорее всего — королевской. Об этом, по мнению фон Фейербаха, свидетельствовал один из снов мальчика, о котором он рассказал в августе 1828 года, в бытность свою гостем Фридриха Даумера. Стоит также заметить, что в то время Каспар ещё не умел отличать сон от реальности и мог легко спутать со сном воспоминания раннего детства[97]. В пересказе самого Каспара этот знаменательный сон звучал следующим образом:

15 августа 1828 года мне приснилось, что я будто бы находился в большом-пребольшом доме, а в этом доме я спал в совсем маленькой кроватке. Я встал, и какая-то женщина меня одела. Когда с одеванием было покончено, она провела меня через другую комнату, также большую. Там я увидел очень красивый комод, кресла и диван. Потом она провела меня через другую большую комнату, где я увидел кофейные чашки, блюда и тарелки, похоже, серебряные. После этой комнаты она меня провела через другую комнату, больше этих двух, где стояло множество книг в искусно сделанных переплётах. После этой комнаты она вместе со мной прошла по длинной галерее и спустилась по лестнице. А потом мы вместе шли ещё по одной длинной галерее, но уже у внешней стороны здания. На стенах висели портреты. Галерея была сводчатой, и из неё видно было двор. Прежде чем галерея закончилась, женщина подвела меня к фонтану с водой во дворе. Фонтан мне очень понравился. Потом она со мной вернулась к крыльцу, с которого мы спустились, чтобы пойти посмотреть фонтан. Потом тем же путём мы вернулись в сводчатую галерею, и далее на пути была лестница. Когда мы подошли к этой лестнице, я увидел статую, изображавшую мужчину в кавалерийском мундире. В левой руке у него была шпага, рукоятка которой была сделана в форме львиной головы. Это была статуя в полный рост, и стояла на столбике лестницы. Я несколько минут её рассматривал, потом эта женщина заставила меня подняться по лестнице и пройти ещё по одной длинной галерее и дальше потянула дверь, чтобы я вошёл. Дверь была заперта, она постучала, но никто не открыл. Тогда она вместе со мной быстро пошла к другой двери и попыталась её открыть. В этот момент я проснулся.

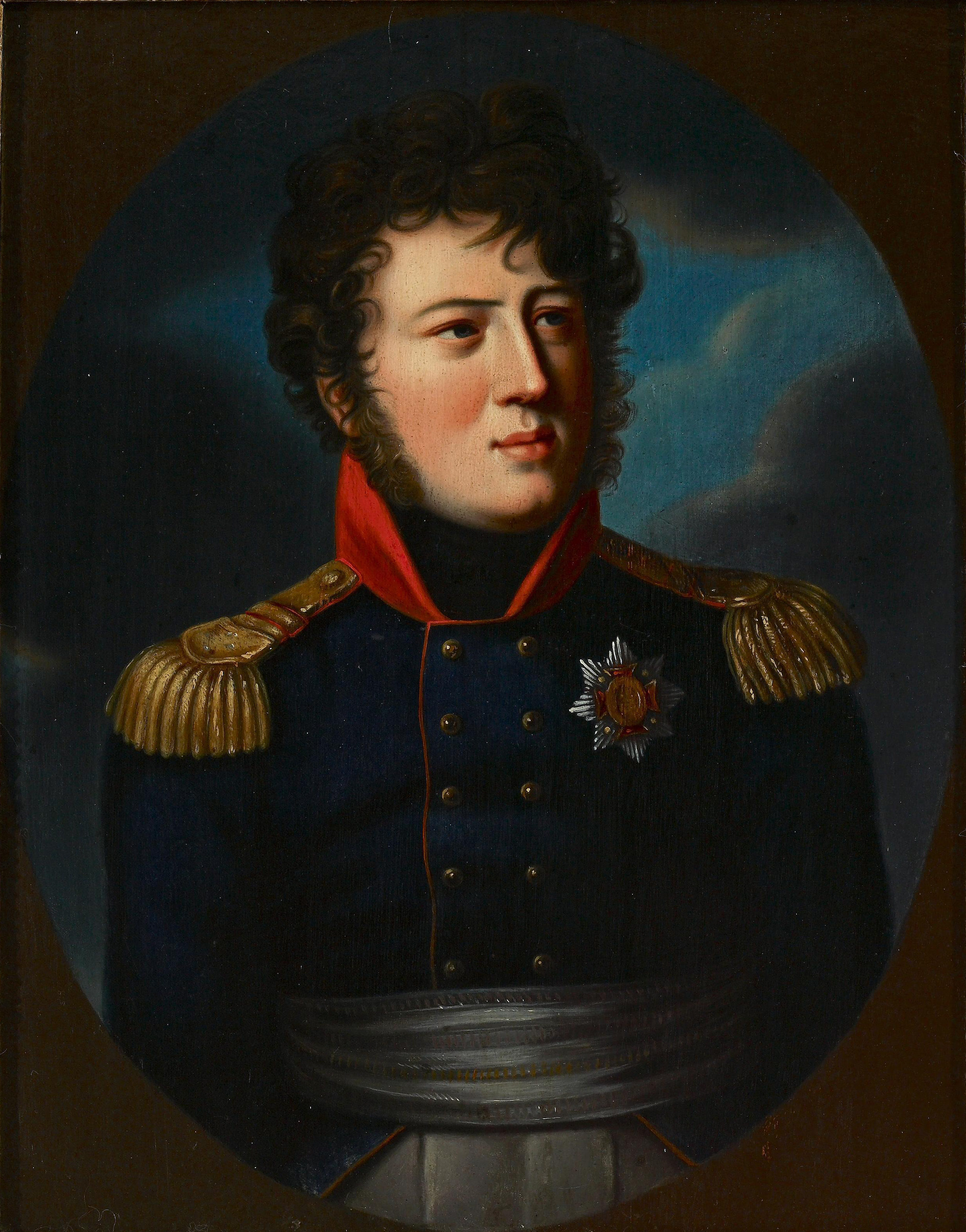
Предполагаемый отец Каспара — великий герцог Баденский Карл

Фон Фейербах заметил, что «большой-пребольшой дом» был скорее всего дворцом, который ребёнок запомнил столь цепко, что по его воспоминаниям можно было изобразить план здания. Комната с посудой могла служить кабинетом или столовой, как это было принято в королевских семьях — с буфетами у стен. Львиные головы, о которых говорил Каспар, также могли бы помочь, если бы потребовалось разыскать семью и дворец. Но самое интересное заключалось в том, что нигде в Нюрнберге Каспар Хаузер не смог бы увидеть ничего подобного.
Переходя ко второй части своих рассуждений, фон Фейербах отметил, что долгое заключение для Каспара, быть может, было средством спрятать его и таким образом спасти. Действительно, по воспоминаниям мальчика, его каморка была совершенно чистой, так что он всё время своего заключения ничем не болел. Там не было ни мышей, ни крыс, ни мух, ни даже пауков. Мальчик не нёс на себе никаких паразитов. Погрузив его в сон, тюремщик менял на нём одежду, стриг ему ногти и, возможно, мыл ребёнка, сколь то было в его силах. Сами рубашки, которые он носил в заключении, были, по воспоминаниям Каспара, куда белее и тоньше той, которую тюремщик заставил его натянуть перед путешествием в Нюрнберг. Кормили его мягкими белыми булочками с кориандром и укропом — действительно, уже после появления в Нюрнберге Каспар, не выносивший даже самых слабых запахов, делал исключение для кориандра и даже в позднейшие времена продолжал считать кориандровый чай отличным лекарством в случае нездоровья. Белый хлеб со специями действительно сложно было представить в качестве еды для бедняка. Хлеб этот был к тому же покрыт надрезами, чтобы ребёнку проще было разломить его на кусочки. Более того, неизвестный позаботился об игрушках. В камере у Каспара было два деревянных солдатика, деревянная собачка и т. д., а также разноцветные бантики, чтобы игрушки украшать. Неизвестный, практически единолично распоряжавшийся жизнью и смертью ребёнка, не имел бы никакой необходимости поступать подобным образом, желая погубить своего подопечного. Более того, куда проще было бы уничтожить его во младенчестве или добавить в воду несколько больше опиума, чем требовалось, чтобы его усыпить.
Кроме того, тюремщику и самому, видимо, приходилось прятаться и еду для ребёнка приносить тайком, скрываясь от любопытных глаз, что и заставило его ограничиться простейшим — хлебом и водой. Этот же тюремщик не сделал мальчику ничего плохого, более того — Каспар относился к нему очень тепло и просил в случае поимки избавить от наказания. Из всего сказанного фон Фейербах сделал вывод, что речь идёт о тайном спасении, попытке уберечь ребёнка от убийц.
Оставалось сделать последний шаг и ответить на вопрос, к какой из королевских семей Германии или соседней страны принадлежал по рождению Каспар Хаузер. Для этого стоило принять во внимание тот факт, что открытое похищение наделало бы много шума и, безусловно, попало бы в газеты. Так как ничего подобного не произошло, ребёнка должны были считать умершим. Его, собственно, и отдали на смерть, другое дело, что потенциальный убийца не выполнил приказа. Таким образом, речь шла о единственном королевском сыне, смерть которого открывала дорогу к престолу для родственника монарха, не слишком разборчивого в средствах для осуществления своего намерения. Чтобы не вызвать подозрений, ребёнка подменили на другого — мёртвого или умирающего, возможно, в тот момент, когда принц был реально болен. Незаконный наследник во избежание всякого риска для себя в будущем должен был разделаться с принцем — но здесь его планам не суждено было осуществиться. И, наконец, фон Фейербах назвал единственную семью, которая могла удовлетворить всем поставленным требованиям — великий герцог Бадена — Карл и его жена, Стефания Богарне.

#### Великие герцоги Баденские

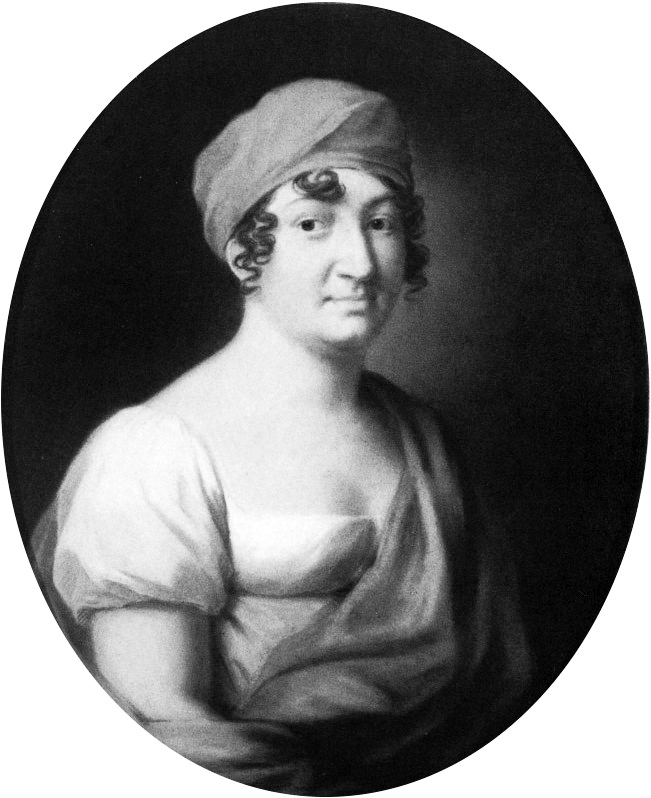
Рейхсграфиня Луиза-Каролина фон Хохберг, которую легенда определяет на роль похитительницы

Карл Фридрих, маркграф, а позднее — великий герцог Баденский (1728—1811) после смерти своей первой жены Каролины-Луизы Гессен-Дармштадтской вступил во второй, морганатический брак с Луизой Каролиной Гейер, баронессой фон Гейерберг 24 ноября 1787 года. Позднее супруг сделал её баронессой, и, наконец, — рейхсграфиней фон Хохберг. Под этим именем главная предполагаемая «злодейка» осталась в истории. На момент заключения брака жениху было 59 лет. В этом браке родилось четверо сыновей, при том что молва упорно делала графиню фон Хохберг любовницей младшего брата герцога Людвига. Так или иначе, дети графини смогли бы унаследовать престол только в случае смерти всех законных наследников мужского пола, так как по законам страны женщины не могли занимать престол.
Череду смертей открыл собой наследный принц Карл Людвиг Баденский, погибший самым неожиданным образом во время поездки в Швецию. Карета, в которой он находился, перевернулась, и он оказался единственной жертвой инцидента. Престол унаследовал его сын, Карл Людвиг Фридрих, пользовавшийся репутацией пьяницы и дебошира. По настоянию Наполеона он женился на троюродной сестре пасынка императора Евгения Богарне — Стефании. В этом браке родились двое сыновей и три дочери. Первый сын родился 29 сентября 1812 года и умер 16 октября того же года при неясных обстоятельствах. По свидетельству кормилицы, её отпустили накануне домой, но после возвращения она обнаружила стражу у покоев мальчика, и её отказались пустить внутрь под предлогом, что он заболел. Мать ребёнка, Стефания, также не смогла пройти через этот кордон. Ей отказывали из опасений, что она сама может заболеть. Затем было официально объявлено о смерти ребёнка. Второй сын, получивший имя Александр, родился в 1816 году, но не дожил до года, при том что все три дочери благополучно выросли, отличаясь отменным здоровьем.
В 1818 году, в возрасте 32 лет, умер герцог Карл-Людвиг, и престол за отсутствием сыновей наследует его дядя Людвиг, 54-летний холостяк, имевший, впрочем, несколько незаконных детей. В 1830 году он умирает (если верить народной молве, от яда), и престол занимает, наконец, старший сын графини Хохберг Леопольд — единокровный брат Людвига I.
Кроме этих фактов, фон Фейербах обратил внимание ещё на определённое сходство в датах. Каспар якобы родился 30 апреля 1812 года. Старший сын Стефании также родился в 1812 году, и умер 16 октября, в то время как Каспар был отдан неизвестному якобы 7 числа того же месяца. Иными словами, письмо содержало в себе ключ к разгадке тайны. Что касается даты 30 апреля, то это день рождения младшего сына Стефании — Александра. Здесь фон Фейербах предположил, что неизвестный просто спутал даты рождения обоих братьев. Кроме того, фон Фейербах полагал, что нельзя сбрасывать со счетов ненависть графини фон Хохберг к Стефании, хорошо известную современникам, да и сами слухи, упорно связывавшие Каспара с баденским домом, не могли возникнуть просто так.

### Современные попытки реконструкции событий

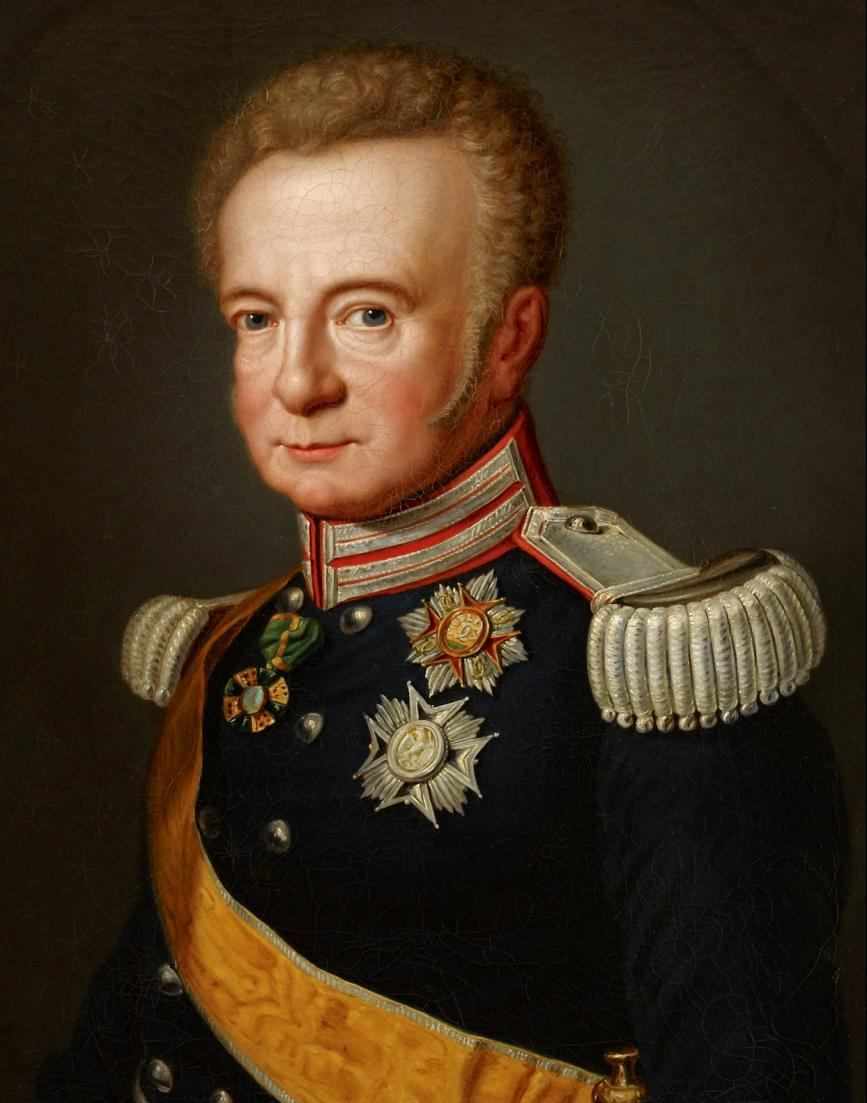
Людвиг I, великий герцог Баденский. Легенда делает его узурпатором трона и главой заговора против Каспара

Современные исследователи Элизабет Эванс и Генри Пис, сторонники королевского происхождения Каспара, попытались восстановить последовательность событий, случившихся накануне предполагаемого похищения. По мнению Писа, которое разделяют и другие исследователи, ребёнком, подменившим наследного принца, был сын Иоганна Блохманна, садовника в поместье графини Хохберг. Этот ребёнок был больной, нежизнеспособный или даже был отравлен. Подозрительным считается то, что именно в это время Блохманн получил пост старшего садовника и, соответственно, прибавку к жалованию. В семье Блохманнов было десять детей, но все или большинство из них умерли в младенческом возрасте. Эванс, в свою очередь, полагает, что ребёнок был куплен у крестьянки.
15 октября графиня Хохберг, накрывшись с ног до головы белой вуалью, прошла в комнату кронпринца через потайную дверь в стене, специально для неё открытую. Безопасность операции обеспечивали доверенные слуги Людвига, Буркард и Зауэрбек. Но, несмотря на поздний час, графиню видел лакей, который, перепугавшись до смерти, принял её за Белую даму — призрак, по легенде, являвшийся перед смертью кого-нибудь из царствующей династии. Видел её также часовой, уверившись в том, что перед ним призрак, когда графиня исчезла в глухой стене.
Кормилицу отпустили домой заранее, двум нянькам, нёсшим дежурство в комнате принца, загодя подсыпали снотворное, и графиня, беспрепятственно поменяв детей, передала кронпринца Зауэрбеку. Тот поспешил через тёмный парк к потайной двери, расположенной рядом с фазаньим вольером, и отдал его майору Хонненбергу, главе тайной полиции при Людвиге Баденском, который уже дожидался его в закрытой наглухо карете на улице Ринтайм. Убивать ребёнка, по мнению Писа и Эванс, никто не собирался. Поначалу его отдали на воспитание какой-то няньке или гувернантке, объявив, что младенец является незаконным сыном некой придворной дамы, чей грех нужно скрыть во что бы то ни стало.
После ребёнка перевозили ещё несколько раз. Возможно, какое-то время он находился в замке Фесте (нем. Veste)  недалеко от Нюрнберга. Воспоминания о посещении этого замка оставил барон фон Тухер. По его словам, Каспар вместе со своими опекунами оказался там 14 сентября 1828 года, пять месяцев спустя после своего первого появления. Поднявшись по лестнице, Каспар вдруг остановился перед стеклянными дверями, ведущими в один из залов, явно пытаясь что-то вспомнить. На вопрос фон Тухера, в чём дело, Каспар ответил, что два месяца назад (то есть, 13 августа) видел подобные двери во сне. Фон Тухер подтвердил, что Каспар и ранее упоминал об этом сне, однако он не придал словам юноши особого значения. Кроме того, оказалось, что ему снилась и лестница, по которой они поднялись — единственно, во сне она выглядела более привлекательной. Когда вслед за тем они вошли в зал, украшенный портретами, у Каспара начался судорожный припадок. Позднее, придя в себя, он сказал, что во сне «ему будто бы принадлежал такой дом».
Далее Хаузер начал припоминать, что за дверью виднелась длинная анфилада комнат, все окна выходили на площадь, где бил фонтан. Стены комнат украшали огромные зеркала в золочёных рамах. Люстры свисали с расписных потолков этих зал. Рассказывая позднее о своём сне, он добавил, что ему также казалось, будто он лежит в постели, а рядом стоит женщина в жёлтой шляпе, украшенной пышными белыми перьями. Затем в комнату вошёл мужчина в чёрной высокой шляпе, со шпагой и крестом с голубой лентой на груди. Каспар спросил у женщины, чего она хочет. Та не ответила, а когда он повторил вопрос, молча махнула в его сторону белым платком и вышла вон из комнаты вслед за мужчиной.

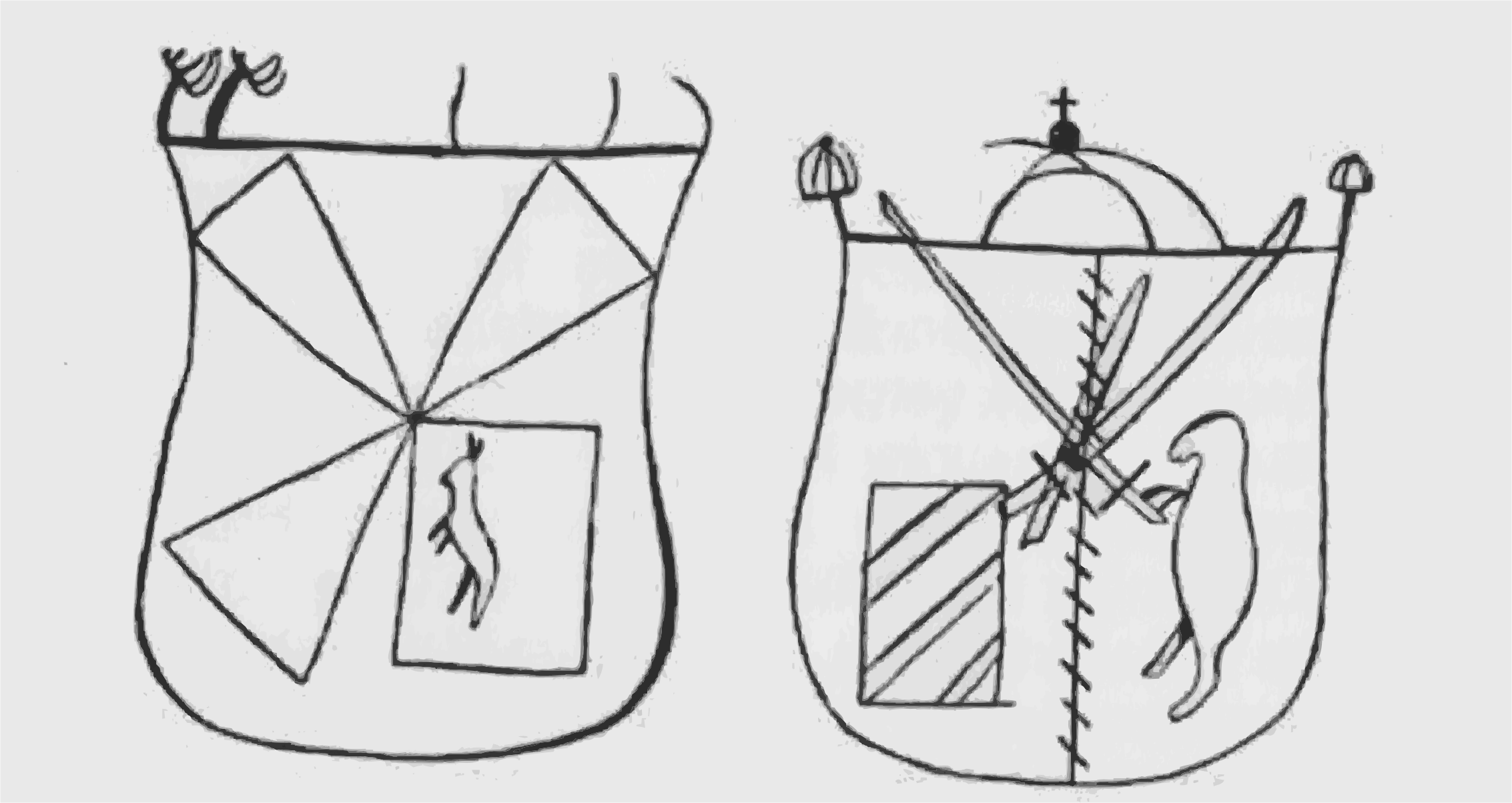
Два из 4 рисунков герба, выполненных Каспаром в 1828 году

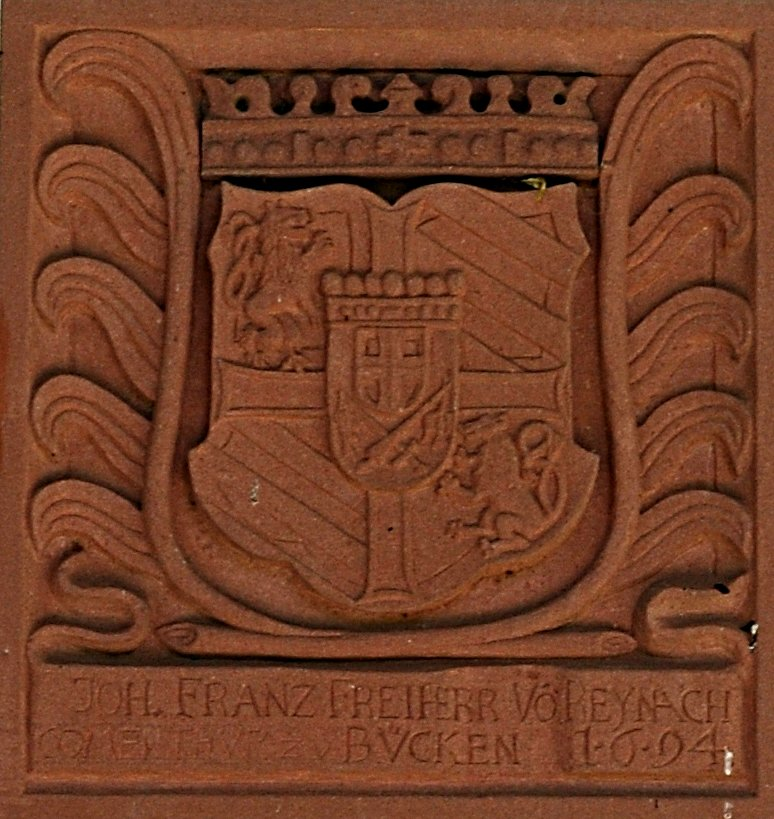
Один из многочисленных гербов, незначительно отличающихся друг от друга, из замка Бойгген

В другой раз Даумер, расспрашивая Каспара о снах, спросил, что за герб он видел (эта запись осталась в дневнике Даумера, который тот вёл в 1829—1830 годах). Каспар не знал, что значит это слово. Неясно, объяснил ли ему Даумер, или сам Каспар решил, что речь идёт о «картинке», которая в его сне была укреплена на стене и видна, если войти в дверь. По памяти Каспар изобразил эту «картинку». Рисунок уцелел до настоящего времени, а изображено на нём животное, напоминающее льва, скипетр, скрещённые шпаги и крест. В 1929 году немецкий историк Фриц Клее отыскал нечто подобное в замке Бойгген (нем. Schloss Beuggen) на Рейне, по соседству с Базелем, о котором народная молва и раньше твердила, будто здесь и содержался в своём заключении Каспар.
Предполагается, что Каспар был заключён в свою каморку, быть может, не без влияния одного события, в 1816 году наделавшего немало шума, но так и оставшегося необъяснённым. История эта была известна уже Фейербаху, однако он оставил её без комментариев.
В ноябре 1816 года неким рыбаком из местечка Гросскемпс (нем. Großkemps) из Рейна была выловлена бутылка с запиской на латинском языке. Содержание записки было следующим: «Тому, кто прочтёт это письмо. Меня содержат в тюрьме неподалёку от Лауфенбурга, на Рейне. Моя камера под землёй, и даже человек, занявший мой трон, не знает, где я. Большего я написать не могу, так как меня стерегут весьма жестоко и пристально». Подпись — С. Ханес Спансио (лат. S. Hanès Spancio). История эта попала в парижскую газету «Moniteur Universel», откуда её перепечатала немецкая «Hamburgische Abendzeitung». Каспару было тогда около четырёх лет, и, по предположению Мэссона, именно это малопонятное событие испугало заговорщиков, которые посчитали необходимым окончательно спрятать ребёнка от чужих глаз.
Уже в настоящее время Роберт Цингг поставил под сомнение «поэтическое» предположение фон Фейербаха, будто жизнь ребёнку сохранил раскаявшийся убийца. По его предположению, убивать Каспара никто и не собирался, более того, семья Хохбергов видела в нём возможность для шантажа последнего герцога законной династии, получившего престол в результате преступления. Действительно, будучи ещё в расцвете сил, герцог Людвиг упорно отказывался от женитьбы, перечёркивая, таким образом, единственную для вымирающей династии возможность сохранить за собой престол. Так или иначе, удерживать Каспара в заключении уже не имело смысла, и его выпустили на волю, обучив фразе о кавалеристе. Каспару, таким образом, предстояло раствориться в баварской армии (как раз в то время пополнявшейся новыми рекрутами), и навсегда исчезнуть с исторической сцены. Однако судьба распорядилась иначе, слухи о родстве найдёныша с баденской династией, источники которых так и не были найдены, встревожили нового герцога, и он отдал приказ убить найдёныша.
Элизабет Эванс называет убийцу по имени — майор Хоффенхефер, начальник тайной службы при рейхсграфине Хохберг и её детях. По её мнению, описание, сделанное свидетелями, довольно точно совпадает с его внешностью. Так это, или нет, сказать затруднительно, однако досконально известно, что архив Хоффенхефера после его смерти был выкуплен правящей династией и бесследно исчез. Во время революции 1848 года толпа забросала камнями дом предполагаемого «убийцы Каспара».
История Каспара получила неожиданное подтверждение в 1924 году, когда немецкая писательница Клара Хофер приобрела в собственность замок Шлосс Пильзах (нем. Schloss Pilsach) неподалёку от Нюрнберга, где во время ремонта обнаружилась потайная каморка, вполне согласующаяся с описаниями Каспара. Позднее замок был перепродан ещё раз, и новые владельцы пожелали отреставрировать непосредственно каморку. 13 марта 1982 года, когда в неё вошли, на полу обнаружилась деревянная лошадка, по цвету и форме также согласующаяся с описаниями Каспара.

### Высказывания скептиков

Потайная каморка, случайно найденная в замке Пильзах. Возможно, здесь содержался в детстве Каспар Хаузер

История нюрнбергского найдёныша вызвала немалые разногласия в среде исследователей, часть из которых полагает, что история о герцогском сыне, подменённом в колыбели злобной интриганкой, слишком надумана и слишком романтична для реальной жизни. Герцогиня Кливлендская, дочь лорда Стэнхоупа, которая посвятила истории Каспара Хаузера специальную работу под названием «Подлинная история Каспара Хаузера, изложенная на основе официальных источников», беря за основу мемуар Биндера, полагает, что юноша сам подошёл к двум беседующим на площади людям и вполне нормальным языком спросил их, как пройти к дому фон Вессенига. Кроме того, по дороге он объявил, что прибыл из Регенсбурга и никогда не был в Нюрнберге. Оказавшись там, он был по приказанию капитана доставлен в полицейский участок.
Герцогине кажется непонятным, как юноша, якобы еле державшийся на ногах, смог добраться до башни, где располагалась тюрьма. Но, так или иначе, это случилось, и перепуганный насмерть мальчишка стал разыгрывать непонимание и неумение говорить. Письма, которые он принёс с собой, были, по мнению герцогини, написаны им же. Этим, впрочем, он добился только того, что о нём немедленно пошли слухи, обраставшие самыми невероятными подробностями, будто бы найдёныш был дикарём или, по крайней мере, не слишком цивилизованным индивидом. Сенсация продолжала разрастаться, и вот в его камере уже толпились зеваки, причём среди них были и весьма образованные люди, обладатели докторских степеней. Несмотря на внешнюю наивность, юноша был умён и хитёр и прекрасно сумел извлечь выгоду из случившегося, в особенности прислушиваясь к разнообразным догадкам касательно его прошлого, которые визитёры неосторожно обсуждали тут же, полагая, что «дикарь» неспособен их понять.
Решив, что он сможет извлечь из всеобщего любопытства немалую выгоду, Каспар тут же сочинил историю о своём заключении и о неизвестном, который якобы выучил его ходить и произносить несколько фраз. В самом деле, — спрашивала герцогиня, — можно ли верить тому, что, не слыша до этого ни единого звука, он вдруг выучился говорить, понимая даже обращённые к нему слова, таким же чудесным образом после пары уроков выучился писать и буквально за сутки научился ходить, если раньше никогда этого не делал? Удивительная история, — заметила герцогиня, — а ещё удивительней, как в неё кто-то поверил. В самом деле, даже если предположить, что мальчик был настолько неразвит, что путал даты и не мог определить, сколько заняло на самом деле его обучение, то как случилось, что до него в каморке не доносилось ни единого звука даже во время грозы? Впрочем, у него был готов ответ на все неудобные вопросы — «У меня голова болит», или «Я подобного не говорил». Как могло случиться, что его глаза якобы не выносили яркого света, и в то же время он ткнул пальцем в пламя свечи?
Также герцогиня считает ложным утверждение, что его ступни были мягкими «как у младенца», противопоставляя этому опубликованное в её же работе свидетельство Андреаса Хильтеля, указывавшего, что ноги у Каспара были не столько натёрты, сколько распухли от тесных башмаков — было очевидно, что мальчишка не привык носить обувь. Но, по её мнению, сторонники Каспара всё, что не укладывалось в желаемую теорию, просто отбрасывали без объяснений. Так найдёныш не любил резких звуков и в то же время питал склонность к музыке, он выглядел достаточно упитанным и в то же время утверждал, что жил на хлебе и воде. Он якобы привык сидеть, вытянув перед собой ноги, и даже спать в такой позе, но, по свидетельству Хильтеля, сворачивался во время сна калачиком, а сидел часто, поджав под себя ноги, «как то привычно портным». А это уж никак не соотносится с заявлением об особом строении его коленей. Отвращение к мясу также можно объяснить тем, что бедная семья не могла этого себе позволить. Ссылаясь на мнение армейского хирурга Экерта, герцогиня замечала, что подобный казус встречался и ранее у рекрутов из бедных районов.

Деревянная лошадка, найденная в потайной каморке в замке Пильзах

В результате Каспар добился того, что Нюрнберг взял его на своё попечение, выделив на это 300 флоринов годовых. После того, как он поселился у Даумера, на улице его постоянно окружала толпа зевак, поскольку существовал запрет посещать его в доме. При этом Хаузеру уже приписали высокое происхождение. Зеваки наперебой гадали, к какому из царствующих домов его отнести, он же слушал и запоминал всё, что могло понадобиться в дальнейшем. Случайное сходство с одной из дочерей Стефании породило догадку, будто он и есть один из её умерших сыновей. Постоянное восторженное внимание вскружило мальчишке голову, и он с готовностью принял на себя роль принца в изгнании. Даумер, фантазёр и мечтатель, увлекавшийся гомеопатией, также с готовностью выслушивал сказки о том, что железо притягивает найдёныша, а серебро вызывает дрожь.
Впрочем, постепенно всеобщий интерес ослаб, а немногие скептики всё чаще обращали внимание, что мальчишка хитёр и верить ему нельзя. И тут город потрясло известие о нападении неизвестного, который зачем-то порезал ему лоб. Возникает вопрос — как неизвестный мог войти, если исключить пособничество слуг (что представляется маловероятным). Почему он позвонил, причём так, что Каспар единственный это услышал? Почему убийцу никто не видел? Зачем было убийце входить в дом перед обедом, рискуя быть увиденным, да ещё и звонить в колокольчик, объявляя о себе? В конце концов, почему неизвестный не довёл дело до конца? Вывод, как полагает герцогиня, может быть сделан только один — никакого убийцы никогда не существовало. Рану же Каспар нанёс себе сам, чтобы подогреть ослабевший интерес к своей персоне.
Доктор Даумер, по мнению герцогини, поспешил избавиться от своего ученика, с опозданием распознав в нём обычного лжеца. Фрау Бибербах также в скором времени распознала в нём лжеца и самозванца, её муж также не питал иллюзий относительно морального облика своего нового жильца, после чего Каспар обратился к уже отработанному трюку и выстрелил в себя из пистолета. Неудивительно, замечает герцогиня, что после этого Бибербах немедленно от него избавился. Барон фон Тухер, в целом положительно настроенный, в то же время жаловался, что мальчишка явно избалован вниманием и слишком уж тщеславен. В конце концов Каспар перестарался, нанеся себе слишком глубокую рану, от которой и умер в конечном итоге. Вывод, который сделала герцогиня из всего вышеизложенного, был суровым — Каспар Хаузер был на самом деле школяром из некоей нищей семьи, сбежавшим от родителей, чтобы завербоваться в армию. Всё остальное представляет собой выдумки восторженной толпы, желающей верить в чудо.
Герцогиню поддержали и другие исследователи. В 1876 году Отто Миттельштедт опубликовал документы касательно рождения, крещения, медицинского освидетельствования и, наконец, похорон принца, которые, по его мнению, свидетельствовали против отождествления наследника баденского престола с Каспаром Хаузером. Эндрю Лэнг в своём исследовании, озаглавленном «Тайны истории», отмечает: «Действительно, великая герцогиня в 1812 году чувствовала себя слишком плохо, и потому её не допустили к умершему младенцу, но отец ребёнка, его бабушка и тётя, да и все десять лейб-медиков, нянек и прочих без сомнения видели его мёртвое тело, и предположить без всяких на то оснований, что они были все вовлечены в заговор под руководством Белой дамы, было бы совершенно нелепым».
Немецкий историк Фриц Трауц и вовсе назвал предположение о родстве Каспара Хаузера с баденским домом «глупой сказочкой, по поводу которой вплоть до нынешнего времени было пролито немало чернил, и в которую многие желают верить, полностью развенчанную в сочинении Отто Миттельштедта». Далее, опубликованные принцем Адальбертом Баварским в 1951 году письма великой герцогини, матери Карла, детально описывают рождение, болезнь и смерть ребёнка. Содержащаяся в них информация, по мнению автора, не оставляет камня на камне от истории о подменённом младенце.
Французский исследователь Ж. Ленотр, в целом придерживаясь точки зрения «каспаристов», допускает, что сам Хаузер отчасти давал пищу для кривотолков и отчуждения вокруг себя, превратившись из послушного, ласкового и удобного для всех конформиста в капризного, упрямого, неискреннего молодого человека, избалованного славой, всеобщим вниманием, пересудами о пресловутом «монаршьем» происхождении и, при финансовой поддержке лорда Стэнхоупа, мало дорожившего скромными бюргерскими добродетелями.

### ДНК-тестирование
Окончательную точку в деле Каспара Хаузера было решено поставить с помощью ДНК-анализа, для чего в 1996 году с пятна крови на кальсонах, предположительно принадлежавших Каспару и хранящихся ныне в музее Ансбаха, был взят генетический материал. Образец разделили пополам, причём одну половину получил Институт судебной медицины при Мюнхенском университете, другую — судебно-экспертная лаборатория в Бирмингеме (Англия). Кровь для анализа предоставили двое потомков Стефании Богарне по женской линии. В качестве метода использовался анализ митохондриальной ДНК, передающейся ребёнку только от матери. Таким образом, все члены одной семьи, происходящие от одной женщины-предка, имеют сходную структуру этого типа ДНК. Результат оказался отрицательным — если допустить, что панталоны действительно принадлежали Каспару, он никак не мог быть родственником Стефании, великой герцогини Баденской.
Однако в 2002 году появилась информация, что произошла ошибка, и панталоны отнюдь не принадлежали нюрнбергскому найдёнышу. Попытку решили повторить, взяв на сей раз за основу образцы генетического материала, взятые со шляпы, брюк и пряди волос, до сих пор хранящихся в так называемой «фейербахской коллекции». Было взято 6 образцов, ДНК которых оказались идентичными между собой. Кровь для анализа дала Астрид фон Медингер — потомок Стефании по женской линии. Анализ проводился в Институте судебной медицины Мюнстера под руководством профессора Б. Бринкмана. Результат оказался положительным — цепочки ДНК совпали на 95 %. Таким образом, утверждалось, что вероятность, что Каспар был действительно сыном Стефании, очень высока, хотя с этим результатом были согласны далеко не все исследователи.
В 2024 году были опубликованы результаты ДНК-анализа волос Хаузера, согласно которым Хаузер не мог быть сыном Стефании де Богарне.

## Каспар Хаузер и «дети-маугли»
Уже при жизни Каспара его случай вызывал горячие споры, мнения о нём расходились от безусловного признания подлинности его воспоминаний до обвинений во лжи и притворстве. Свидетели его первого появления не могли сойтись между собой в том, кто перед ними — «слабоумный, сумасшедший или некий дикарь». Доктор Прой, осматривавший найдёныша, безусловно считал его выходцем из леса, вскормлённым дикими зверями. Отвергая это мнение, Фейербах указывал, что для дикаря Каспар демонстрировал слишком мягкий и незлобивый характер; также он не проявлял ни малейших признаков помешательства или идиотизма. По мнению Фейербаха, речь с необходимостью могла идти лишь о преступлении против личности ребёнка — оставлении без помощи и насильственном заключении, за что преступник, будь он пойман, по тогдашним законам Баварии понёс бы суровую кару.
Спор о том, стоит ли относить Каспара к тому же типу, что «дети-маугли», начался во второй половине XIX века и к середине XX века завершился тем, что Каспар Хаузер прочно занял место среди них. Так профессор Роберт Цингг в своей работе отнёс этот случай ко второй категории найдёнышей — оставленных без помощи и подвергшихся заключению (в то время как первую составили дети, воспитанные животными).
Современные исследователи находят в поведении Каспара Хаузера много общего с поведением детей, которые были воспитаны зверями: Камалой и Амалой, Виктором из Аверона, Марией-Анжеликой и другими, а также детьми, выращенными взаперти психически больными родителями. Классическим примером подобного рода является феральная девочка Джини. Сходство её случая с историей Каспара специально разбирается в работе Адрианы Бензакен. Немецкий учёный П. Й. Блументаль даже назвал книгу о таких детях «Собратья Каспара Хаузера». И Каспар Хаузер, и дети-маугли обладали острым зрением, слухом и обонянием. Как и дети-маугли, Каспар в начале своего пребывания среди людей не понимал смысла собственных слов и повторял их практически бездумно, предпочитая объясняться скорее жестами и нечленораздельными звуками. Многие поступки Каспара, пунктуально зафиксированные на бумаге Даумером и Биндером, сходны с реакциями детей, выросших в зверином обществе — трудности пребывания среди людей, сложность в переходе к новой пище, упорное желание вернуться к прежнему образу жизни и т. д. Спорным остаётся вопрос о развитии аутизма в случае насильственной изоляции от человеческого общества, но, с другой стороны, обращается внимание, что феральный ребёнок испытывает стойкую привязанность к животным или предметам, ассоциирующимся с детскими воспоминаниями — Каспар также демонстрировал подобное по отношению к своим деревянным лошадкам.
Однако при сравнении Каспара с феральными детьми бросается в глаза и резкое отличие, объяснения которому не найдено до сих пор (если не считать мнения скептиков, что Каспар Хаузер был искусным притворщиком, выдававшим себя за «дикаря» с целью наживы). Эта разница заключается в том, что дети-маугли, известные до настоящего времени, как правило, так и не могут приспособиться к человеческому обществу и в полной мере овладеть речью и сравняться в умственном развитии со своими ровесниками. Каспар в этом случае является исключением из правила. Это отличие, замеченное уже при жизни «нюрнбергского найдёныша», бургомистр Биндер объяснял как следствие «благородного происхождения», проявления которого не смогли стереть даже годы, проведённые в насильственной изоляции. Фейербах предпочитал видеть в этом врождённые способности. Современная наука оставляет этот вопрос открытым.
Для психолога, психолингвиста, врача случай Каспара Хаузера интересен также как возможность для изучения взаимодействия и взаимовлияния языка, памяти и склада личности. Требует дополнительного изучения вопрос о влиянии насильственной изоляции в ранние годы на становление характера ребёнка, в современной науке называемый «синдромом Каспара Хаузера». Остаются также непрояснёнными вопросы внешнего воздействия на память — иными словами, возможность того, что рассказы Каспара о детстве, заключении, о снах и т. д. были внушены ему Биндером и прочими, прикладывавшими все возможные усилия, чтобы развеять покров тайны, его окружавшей.
Джеффри Мэссон, сумевший в середине XX века разыскать дневник Даумера, считавшийся утерянным, на основе содержащихся в этом дневнике сведений, поднимает вопрос о потере памяти как сублимации воспоминаний о физическом насилии, пережитом Каспаром в заключении. Джон Мани, автор книги «Синдром Каспара Хаузера», педиатр, сексолог, специалист по медицинской психологии, соглашаясь с ним лишь отчасти, утверждает, что речь идёт не о сексуальном насилии, но о жестокости и бездушии, фактическом отказе от ребёнка. Подобная психическая травма, как полагает Мани, ведёт за собой ощутимую задержку физического и психического развития. Мартин Китчен, опираясь на результаты первого ДНК-анализа, согласно которым Каспар не мог быть наследником герцогов баденских, предполагает, в свою очередь, что он был слабоумным от рождения, возможно, подверженным эпилептическим припадкам ребёнком, которого психически больные родители — или родитель — действительно держали взаперти в каком-нибудь чулане и в конечном итоге выбросили вон, желая навсегда от него избавиться. Так или иначе, многие вопросы, связанные с «нюрнбергским найдёнышем», до сих пор остаются без ответа.

## Отражение в искусстве
Необычная судьба Хаузера нашла отражение во многих произведениях литературы и кинематографа, в частности, в научно-фантастической литературе и кино.
- Ханс Андерсен упоминает Каспара Хаузера в своей сказке «Как хороша!» («Deilig!», 1859 год) как пример невежества, описывая пожилую вдову чиновника[131]:

Невероятно восприимчивая была эта женщина, но и невежественная до невероятия — настоящий Каспар Гаузер в юбке.
- Поль Верлен написал от его имени стихотворение «Каспар Гаузер поёт» (1881), отождествив себя с героем[132]. Впоследствии эти стихи положил на музыку и не раз исполнял французский бард Жорж Мустаки (1938—2013).
- В 1909 году Якоб Вассерман написал роман «Каспар Хаузер, или Леность сердца[нем.]», взяв за основу романтическую версию о королевском происхождении Хаузера. Современные исследователи пишут[133]:

В Каспаре Хаузере автор вывел чистого сердцем человека, доброго и благородного от природы — своего рода вариант Алёши Карамазова. Чистым, непосредственным восприятием своего героя Вассерман проверяет догмы религии, нравственные установления, человеческие взаимоотношения. Простодушные вопросы Каспара ставят в тупик и приводят в отчаяние его наставников. Брошенный в водоворот жизни, он испуган огромным и жестоким миром, открывшимся перед ним. Так и не сумев привыкнуть к людям, к их морали, философии, он остаётся одиноким и непонятым.

- В 1974 году немецкий режиссёр Вернер Херцог сделал Каспара Хаузера главным героем своего фильма «Каждый за себя, а Бог против всех». Основная идея Херцога похожа на идею Вассермана:

Каспар Хаузер, пример «естественного сознания», проявившегося, однако, только в соприкосновении с обществом, становится в этом обществе словно бы лупой, меняющей оптику. Он делает очевидной условность человеческих представлений о мире. Являясь одновременно «человеком» и «человеком, свободным от предвзятости мышления»… Каспар Хаузер вынуждает общество защищаться, включать реакцию конструирования и вытеснения Другого.

- Песня Kaspar Hauser (музыка — Вольфганг Хайхель, текст — Бернд Майнунгер) вошла во второй студийный альбом «Rom» (1980) немецкой группы Dschinghis Khan[135].
- Песня «Деревянная лошадка» («Песня Каспара Хаузера») входит в альбом Сюзанны Вега Solitude Standing (1987).
- Французский балетмейстер Франсуа Верре поставил по биографии Хаузера балет «Концерт Каспара» (1998).
- Клип немецкой группы Rammstein Mutter снят по мотивам истории Каспара[136].
- «Каспар Хаузер» (Москва) — название российской рок-группы, игравшей в стиле гранж[137].
- «Дитя Нюрнберга» — эссе английского писателя-фантаста Эрика Фрэнка Рассела о жизни и судьбе Каспара Хаузера[138].
- «Легенда о Каспаре Хаузере» (2012) — чёрно-белый сюрреалистический постмодернистский вестерн, фильм Давида Манули с Винсентом Галло и музыкой DJ Vitalic[139].
- «Сожжение Просперо. Волки спущены» (2012) — главный герой фантастического романа Дэна Абнетта носит имя Каспар Хаузер[140].
- В 2013 году известный немецкий художник-концептуалист Оттмар Хёрль установил 150 скульптур Каспара Хаузера в Ансбахе в Германии к 180-летию со дня его смерти[141].

## Комментарии
1. ↑  Различные источники называют сапожника Вайхман (или Вейкман), он жил здесь же по соседству, — но источник этих сведений остаётся неизвестным.
2. ↑  В подлиннике — «ни крейцера».
3. ↑  Неизвестно, сохранились ли подлинники письма и записки, но их факсимильное воспроизведение приводится в приложении к немецкому изданию книги фон Фейербаха.
4. ↑  Точнее, «быком» — также символ глупости и упрямства.
5. ↑  Если верить дневникам первого учителя Каспара, доктора Даумера, найдёныш «плакал беспрестанно в течение восьми дней и ночей», но неизвестно, было ли это результатом недоверия и плохого обращения со стороны полицейских или результатом шока от резкой перемены обстановки, тем более, что и позднее Каспар часто выказывал признаки тяжёлой депрессии.
6. ↑  Ещё один аргумент в пользу того, что второе письмо являлось подделкой, выдвигает английская исследовательница Элизабет Эванс. Дело в том, что Шестой полк лёгкой кавалерии не был за 17 лет до обнаружения Каспара расквартирован в Нюрнберге, и невозможно было заранее предсказать, что он там окажется в будущем.
7. ↑  Он был отцом знаменитого немецкого философа Людвига фон Фейербаха, известного в России тем, что часть его идей легла в основу «Капитала» Маркса.
8. ↑  Возможно, опасения фон Фейербаха оказались пророческими. Именно попытка замести следы привела позднее к убийству найдёныша.
9. ↑  В современной психологии страсть к упорядочению считается одним из симптомов аутизма.
10. ↑  Позднее доктор Даумер сумел выяснить о каком «дурном вкусе» шла речь, добавив в воду несколько капель опия. Попробовав питьё, Каспар заявил, что это и есть «вода с дурным вкусом», как было ранее.
11. ↑  G. Lenotre, настоящее имя фр. Louis Léon Théodore Gosselin, 1855—1935, французский историк, драматург, член Французской академии (1932—1935).
12. ↑  След от этого удара был зафиксирован при первом осмотре Каспара доктором Проем.
13. ↑  Эти «сны» или воспоминания, возможно, стали также одной из причин его гибели.
14. ↑  Сам Каспар уверял, что они стали исчезать с того времени, как он вынужден был начать питаться мясом.
15. ↑  Ленотр пишет, что голос принадлежал его первому безымянному опекуну-надзирателю — «человеку, который всегда с ним был». Впрочем, это утверждение противоречит указанию Фейербаха о том, что Каспар Хаузер с теплотой относился к своему подземному тюремщику
16. ↑  Сам Каспар полагал, что это случилось «шесть недель спустя после покушения», но шесть недель спустя его уже не было в доме Даумера, и потому английская исследовательница Элизабет Эванс относит этот инцидент к более раннему времени.
17. ↑  Кое-кто шёл в этом мнении ещё дальше, уверяя, что и убийцы, напавшего на него в доме Даумера, также никогда не существовало.
18. ↑  Стоит заметить, что в своей обширной переписке с женой и детьми лорд не упоминает о Каспаре ни единым словом.
19. ↑  Оба воспитателя оставили потомкам свои записки. «Отчёт» Мейера и «Письма» Хикеля служат достаточной иллюстрацией атмосферы, в которой Каспар вынужден был в то время существовать.
20. ↑  В одном из разговоров с фон Фейербахом Каспар признался, что ему всё равно — жил ли его отец во дворце или в хижине, важно лишь его встретить.
21. ↑  Элизабет Эванс считает Хикеля доверенным лицом лорда Стэнхоупа, вполне посвящённым в его планы.
22. ↑  В принципе, не исключён вариант психически ненормального тюремщика. Современная наука знает подобные примеры. Так, девочку Джини с рождения содержал в клетке её безумный отец. Но это не отменяет вывода фон Фейербаха о высоком ранге преступников, так как для бедняка содержать лишний рот, причём в течение многих лет, было бы непозволительной роскошью. Кроме того, если верить рассказу Каспара, «человек, с которым он всегда был», вёл себя совершенно разумно.
23. ↑  Теоретически нельзя сбрасывать со счетов маньяка-мегаломана, желавшего из тщеславия разделаться с ребёнком прославленным и известным. Однако же мастерство, с которым были скрыты все следы преступления, заставляет скорее согласиться с фон Фейербахом.
24. ↑  Фон Фейербах предположил в своём мемуаре, что речь, возможно, шла о священнике или монахе, который не побоялся рискнуть жизнью ради спасения малыша.
25. ↑  Наполеон Бонапарт сделал Баден великим герцогством в 1806 году.
26. ↑  Подобные казусы характерны для близкородственных браков. В таких случаях действительно чаще выживают девочки, но в этом случае ни о каком близком родстве речи не шло.
27. ↑  Сны Каспара бывали порой запутаны и явно неправдоподобны. Так, ему снилось, будто в 14 лет или около того у него был учитель, и отец, приведший его в классную комнату, угрожал наказать, если Каспар не будет учиться с достаточным прилежанием. В другой раз ему снилось, будто мать обливала его слезами и называла «Готфрид» (он настаивал, что это была отнюдь не та женщина, что водила его к фонтану и стояла рядом с белым платком).
28. ↑  Мэссон полагает, что это лжеимя могло быть анаграммой слов «его сын Каспар». Элизабет Эванс, идя ещё дальше, предположила, что имя, написанное неразборчивым почерком, было прочитано неверно, на самом деле на листе было написано Hares Sprauka — иначе говоря, анаграмма исходного Kaspar Hauser.
29. ↑  Элизабет Эванс связывает это событие с нераскрытым убийством монаха из Хохзаля, который как раз в это время был найден мёртвым на дороге, но ничего из бывших при нём вещей не пропало.
30. ↑  Об этом свидетельстве говорит и фон Фейербах, однако считает его не заслуживающим доверия.
31. ↑  Случись это в Англии, не без яда замечает герцогиня, с несчастным не поступили бы столь жестоко.
32. ↑  Этот момент действительно неясен, в некоторых изданиях пишется, что Каспару пытались перерезать горло, в других — что порез действительно был на лбу.
33. ↑  Герцогиня полагает, что свидетельство соседки относилось к случайному бродяге, а человек, мывший руки в ведре с водой, никак не походил на убийцу, описанного Каспаром.
34. ↑  Герцогиня пишет, будто существует письмо Даумера, в котором тот жалуется, будто Каспар растерял свою наивность, однако сведения эти требуют проверки; как в большинстве книг, посвящённых Каспару, часть сведений взята неведомо откуда и не подтверждается источниками, или источники неизвестны.